# Liste von Mathematikerinnen

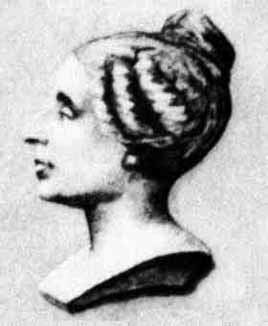
Sophie Germain (1776–1831)

Diese Liste von Mathematikerinnen enthält bekannte Mathematikerinnen und Vorreiterinnen sowie theoretische Informatikerinnen und theoretische Physikerinnen mit deutlich mathematischer Ausrichtung. Gelistet werden auch Preisträgerinnen der Noether Lecture und des Ruth Lyttle Satter Prize in Mathematics und anderer Mathematikpreise sowie Mathematikhistorikerinnen (zu Mathematikern siehe diese Liste). Nicht gelistet sind Personen mit Mathematik-Abschlüssen, die sich aber in anderen Bereichen einen Namen gemacht haben (etwa Danica McKellar als Schauspielerin), Astronominnen (häufiges Betätigungsfeld für Mathematikerinnen im 18. Jahrhundert, etwa Caroline Herschel, oder im Umkreis von Jérôme Lalande wie Nicole-Reine Lepaute) sowie theoretische Physikerinnen (siehe dazu die Physikerinnen- oder Astronominnen-Liste). Die Einordnung in das jeweilige Jahrhundert erfolgt nach dem zeitlichen Wirkungsschwerpunkt, der sich in der Regel am Datum der Promotion festlegen lässt.

## Antike
- Pandrosion, lehrte in der ersten Hälfte des 4. Jahrhunderts in Alexandria, noch vor Hypatia. Von Pappos abfällig und wahrscheinlich aus Rivalität kritisiert, in der Mathematikgeschichte lange unbeachtet bzw. trotz eigentlich eindeutig weiblicher Schreibform in der handschriftlichen Quelle zum Mann erklärt.
- Hypatia (* um 355; † 415/416), Mathematikerin, Philosophin und Astronomin, war die Tochter des Mathematikers Theon von Alexandria. Sie lehrte in Alexandria. Von ihren Werken (auf mathematischem Gebiet Kommentare zu Diophant, Apollonius und Ptolemäus) ist nichts erhalten. Sie wurde als herausragende, noch dem Heidentum anhängende Persönlichkeit Alexandrias von einem christlichen Mob ermordet. Ihre Geschichte ist Gegenstand von Romanen, von denen einer von Charles Kingsley im 19. Jahrhundert besonders einflussreich für ihr Bild war, und Filmen geworden.

## 18. Jahrhundert

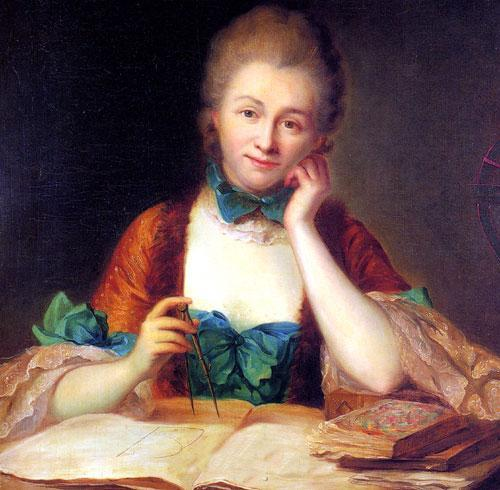
Émilie du Châtelet (1706–1749)

- Maria Gaetana Agnesi (1718–1799), Italien, Professorin in Bologna (wo sie allerdings keine Vorlesungen hielt) und Verfasserin eines damals verbreiteten frühen Analysislehrbuchs (1748).
- Émilie du Châtelet (1706–1749), französische Salondame und wohlhabende Adlige, die das Hauptwerk Principia von Isaac Newton ins Französische übersetzte und kommentierte und dabei mit Voltaire zusammenarbeitete, mit dem sie eng befreundet war.
- Faustina Pignatelli (1705–1769), italienische Mathematikerin und Physikerin
- Anna Barbara Reinhart (1730–1796), Schweizer Mathematikerin in Winterthur, die mit vielen bedeutenden Gelehrten der damaligen Zeit korrespondierte.
- Wang Zhenyi (1768–1797), chinesische Astronomin, Mathematikerin und Dichterin

## 19. Jahrhundert

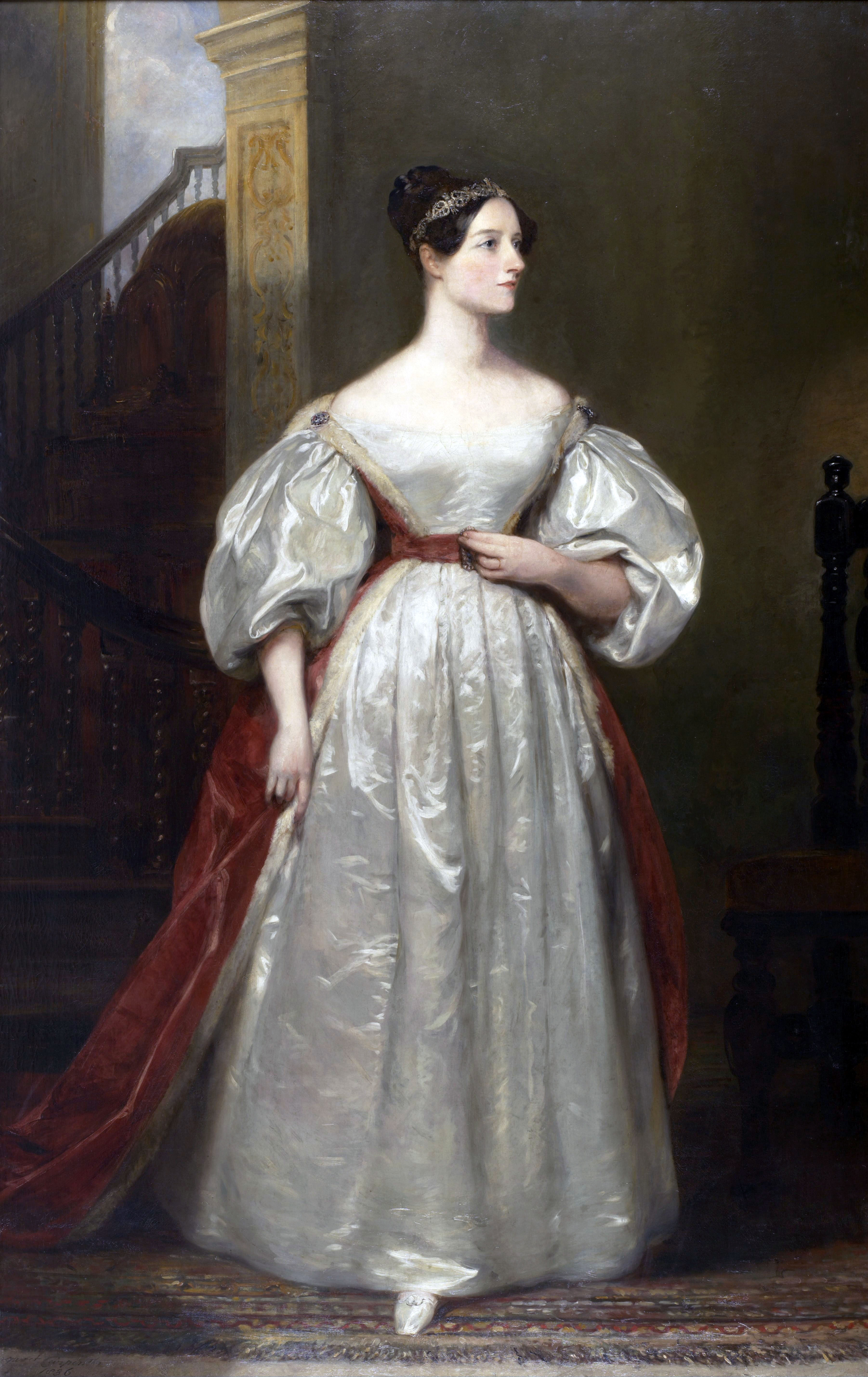
Ada Lovelace (1815–1852)

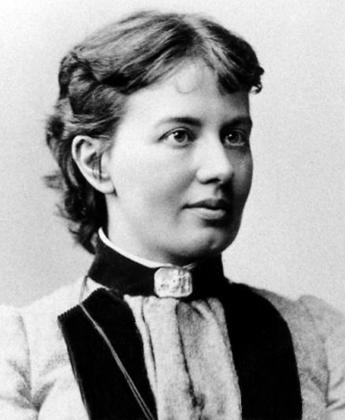
Sofja Wassiljewna Kowalewskaja (1850–1891)

- Hertha Marks Ayrton (1854–1923), Großbritannien, lehrte Mathematik, ist aber vor allem als Elektroingenieurin bekannt und hielt als erste Frau einen Vortrag vor der Royal Society (1905).
- Clara Latimer Bacon (1866–1948), USA, Mathematikerin und Hochschullehrerin. Sie war die erste Frau, die an der Johns Hopkins University in Mathematik promovierte.
- Grace Marie Bareis (1875–1962), USA, Mathematikerin und Hochschullehrerin. Sie erwarb 1909 als erste Frau an der Ohio State University einen Doktortitel in Mathematik.
- Charlotte Barnum (1860–1934), USA, Mathematikerin. Sie erwarb 1895 als erste Frau an der Yale University einen Doktortitel in Mathematik.
- Agnes Sime Baxter (1870–1917), kanadische Mathematikerin, die als zweite kanadische Frau in Mathematik promoviert wurde.
- Dorothea Beale (1831–1906), Mathematikerin, Hochschullehrerin und Bildungsreformerin
- Suzan Rose Benedict (1873–1942), USA, Mathematikerin und Hochschullehrerin. Sie wurde 1914 als erste Frau an der University of Michigan in Mathematik promoviert.
- Edith Bush (1882–1977), US-amerikanische Mathematikerin und Hochschullehrerin. Sie war die zweite Dekanin des Jackson College und die erste Professorin, die am College of Engineering des Tufts College lehrte.
- Nora Calderwood (1896–1985), schottische Mathematikerin und Hochschullehrerin
- Beatrice Cave-Browne-Cave (1874–1947), englische Mathematikerin und Ingenieurin
- Sophie Bryant  (1850–1922), irische Mathematikerin, Pädagogin und Aktivistin; erste Frau, die in England promovierte, eine der ersten drei Frauen, die 1894 in eine königliche Kommission berufen wurde und eine der ersten drei Frauen, die in den Senat der Universität London berufen wurden.
- Susan Jane Cunningham (1842–1921), USA, Mathematikerin und Hochschullehrerin. Sie erhielt 1888 die erste Ehrendoktorwürde der Wissenschaft am Swarthmore College.
- Philippa Fawcett (1868–1948), britische Mathematikerin, erreichte als erste Frau die höchste Punktzahl bei den Tripos-Prüfungen in Cambridge, was einem Senior Wrangler entsprach (offiziell war sie aber als Frau nicht zugelassen). Lehrte an den Universitäten in London und Cambridge und war dann Lehrerin.
- Ruth Gentry (1862–1917), USA, Mathematikerin und Hochschullehrerin. Sie erwarb 1896 als erste Frau am Bryn Mawr College und als erste in Indiana geborene Frau einen Doktortitel in Mathematik. Sie gehörte zu den ersten in Indiana geborenen Frauen, die in einer wissenschaftlichen Disziplin promoviert haben.
- Sophie Germain (1776–1831), Zahlentheorie (Fermat-Problem) und Elastizitätstheorie (Schalentheorie), korrespondierte mit Carl Friedrich Gauß (zunächst unter männlichem Pseudonym), auf dessen Wunsch sie 1831 die Ehrendoktorwürde der Universität Göttingen erhalten sollte, starb aber vorher.
- Marie Gernet (1865–1924), erste deutsche Frau, die in Mathematik promovierte (1895, mit Rigorosum). Sie war Lehrerin am ersten deutschen Mädchengymnasium.
- Frances Hardcastle (1866–1941), arbeitete im Bereich der algebraischen Geometrie zur Theorie der damals sogenannten Punktgruppen, welche heute als Divisoren bekannt sind
- Sofja Wassiljewna Kowalewskaja (auch Kovalevskaya oder von Kowalevsky; 1850–1891), russische Mathematikerin, Schülerin von Karl Weierstraß in Berlin. Wurde 1883 (durch Vermittlung von Gösta Mittag-Leffler) Professorin in Stockholm und damit die erste Mathematikprofessorin im eigentlichen Sinn. Promovierte 1874 (Universität Göttingen auf Vermittlung von Weierstraß bei Ernst Schering) als erste Frau in Mathematik (in absentia, ohne mündliche Prüfung).[1] Arbeiten: Theorie der partiellen Differentialgleichungen, Gestalt der Saturnringe und Klassen abelscher Integrale
- Christine Ladd-Franklin (1847–1930), USA, mathematische Logikerin und experimentelle Psychologin (Farbsehen), die als erste Frau gilt, die in den USA die formalen Promotionsvoraussetzungen in Mathematik erfüllte (1883) und nur durch ihr Geschlecht daran gehindert wurde.
- Alice Lee (1858–1939), britische Mathematikerin und Hochschullehrerin; eine der ersten Frauen, die 1884 ihren Abschluss an der Universität London erhielt.
- Ada Lovelace (1815–1852), britische Aristokratin, Tochter von Byron und Mitarbeiterin des Computerpioniers Charles Babbage, für dessen mechanischen Computer sie Programme entwarf. Die Programmiersprache Ada wurde nach ihr benannt.
- Isabel Maddison, (1872–1934), britisch-amerikanische Mathematikerin und Hochschullehrerin. Sie war Professorin am Bryn Mawr College und für ihre Arbeiten im Bereich Differentialgleichungen bekannt.
- Marie Cecilia Mangold, (1872–1934), USA, Mathematikerin und Hochschullehrerin.
- Margaret Evelyn Mauch (1869–1936), USA, Mathematikerin und Hochschullehrerin.
- Helen Abbot Merrill (1864–1949), USA, Mathematikerin und Hochschullehrerin.
- Winifred Edgerton Merrill (1862–1951), erste Frau in den USA, die in Mathematik promovierte (Columbia University 1886). Sie war mit dem Geologen Frederick Merrill verheiratet und gründete später eine Schule.[2]
- Ida Martha Metcalf (1857–1952), USA, Mathematikerin. Sie erwarb 1893 als erste Frau an der Cornell University und als zweite Amerikanerin einen Doktortitel in Mathematik.
- Mary Winston Newson (1869–1959), USA, Mathematikerin und Hochschullehrerin. Sie war die erste Amerikanerin, die einen Doktortitel in Mathematik von einer europäischen Universität erhielt. Sie erstellte die erste englische Übersetzung des Vortrags von David Hilbert aus dem Jahr 1900, in dem die ersten zehn seiner berühmten Probleme vorgestellt wurden, die im Bulletin der American Mathematical Society veröffentlicht wurden.
- Florence Nightingale (1820–1910), Großbritannien, befasste sich als Pionierin der Krankenpflege und Gesundheitsfürsorge auch mit Statistik.
- Leona May Peirce (1863–1954), USA, Mathematikerin.
- Flora Philip (1865–1943), schottische Mathematikerin, eine der ersten acht Frauen, die einen Abschluss an der University of Edinburgh erlangten
- Josephine Roe (1858–1946), USA, Mathematikerin und Hochschullehrerin. Sie promovierte 1910 als erste Frau an der Syracuse University in Mathematik.
- Ida May Schottenfels (1869–1942), USA, Mathematikerin und Hochschullehrerin.
- Charlotte Angas Scott (1858–1931), britische Mathematikerin, die 1885 bei Arthur Cayley promoviert wurde und in den USA am Bryn Mawr College lehrte. Gründungsmitglied der American Mathematical Society und dessen Vizepräsidentin (1905). Algebraische und Analytische Geometrie.
- Clara Eliza Smith (1865–1943), USA, Mathematikerin und Hochschullehrerin.
- Mary Somerville (1780–1872), Britin, die später überwiegend in Italien lebte. Sie übersetzte Teile der Himmelsmechanik von Pierre Simon de Laplace ins Englische und schrieb populärwissenschaftliche Bücher.
- Elizabeth Stephansen (1872–1961), norwegische Mathematikerin, war die erste promovierte Norwegerin.
- Alicia Boole Stott (1860–1940), Tochter von George Boole, befasste sich mit Polyedern in höheren Dimensionen, wobei sie mit Pieter Schoute und H. S. M. Coxeter zusammenarbeitete. Ehrendoktor in Groningen (1914).
- Anna Lavinia Van Benschoten (1866–1927), USA, Mathematikerin und Hochschullehrerin.
- Roxana Vivian (1871–1961), USA, Mathematikerin und Hochschullehrerin. Sie erwarb 1893 als erste Frau an der University of Pennsylvania einen Doktortitel in Mathematik.
- Charlotte Wedell (1862–1953), eine dänische Mathematikerin; eine von vier Mathematikerinnen, die an dem ersten internationalen Mathematikerkongress (ICM) teilnahmen, der 1897 in Zürich stattfand.
- Marion Ballantyne White (1871–1958), USA, Mathematikerin und Hochschullehrerin.
- Grace Chisholm Young (1868–1944), britische Mathematikerin, promovierte 1895 in Göttingen bei Felix Klein. Damit war sie die erste Frau, die in Mathematik mit regulärer Doktorprüfung promoviert wurde.[3] Schrieb mehrere Bücher mit ihrem Mann William Henry Young, auch für Jugendliche. Geometrie und Mengenlehre.

## 20. Jahrhundert

### A
- Tatjana van Aardenne-Ehrenfest (1905–1984), promovierte 1931 in Leiden, Tochter von Paul Ehrenfest und Tatjana Ehrenfest-Afanassjewa (beide als Physiker bekannt), führte mit Nicolaas Govert de Bruijn 1951 De-Bruijn-Folgen ein und ist für zwei weitere Resultate bekannt.
- Rachel Blodgett Adams (1894–1982), amerikanische Mathematikerin und Hochschullehrerin. Sie gehörte zu den ersten Frauen, die 1921 am Radcliffe College in Mathematik promovierten.
- Ilka Agricola (* 1973), Professorin in Marburg, Globale Analysis, Differentialgeometrie mit Anwendungen in mathematischer Physik
- Dorit Aharonov (* 1970), israelische Informatikerin und Physikerin, die sich mit Quanteninformatik befasst
- Susanne Albers (* 1965), Informatikerin, Professorin an der Technischen Universität München, Algorithmentheorie, Leibniz-Preisträgerin
- Helen Popova Alderson  (1924–1972), russisch-britische Mathematikerin, Übersetzerin und Hochschullehrerin
- Grace Alele-Williams (1932–2022), nigerianische Mathematikerin und Hochschullehrerin. Sie war die erste Nigerianerin, die promovierte und war die erste Vizekanzlerin einer afrikanischen Universität
- Maria Ales (* 1899), studierte in Palermo, wo sie Assistentin von Michele De Franchis war, habilitierte sich und lehrte in Palermo. Algebraische Geometrie.
- Florence Eliza Allen (1876–1960), USA, Mathematikerin, Hochschullehrerin und Frauenrechtlerin. 1907 promovierte sie als zweite Frau in Mathematik an der University of Wisconsin.
- Yvette Amice (1936–1993), französische Zahlentheoretikerin (speziell p-adische Zahlen, worüber sie ein Buch schrieb), promovierte bei Charles Pisot, Professorin in Poitiers, Bordeaux und der Universität Paris VII (deren Vizepräsidentin sie war). Sie leitete die Mathematik-Fakultät in der Ecole Normale Superieure de Jeunes Filles in Sevres.
- Annie Dale Biddle Andrews (1885–1940), USA, Mathematikerin und Hochschullehrerin. Sie promovierte 1911 als erste Frau an der University of California in Berkeley in Mathematik.
- Beulah Armstrong (1895–1965), USA, Mathematikerin und Hochschullehrerin.
- Goulnara Arzhantseva (auch Arjantseva; * 1973), Universität Genf/Neuchâtel/Wien, Analytische Gruppentheorie
- Michèle Artigue (* 1946), französische Mathematikdidaktikerin, Universität Paris VII
- Marcia Ascher (1935–2013), US-amerikanische Mathematikerin und Hochschullehrerin. Sie war eine Pionierin der Ethnomathematik und emeritierte Professorin für Mathematik am Ithaca College.
- Winifred Asprey (1917–2007), USA, Mathematikerin und Informatikerin, eine von nur 200 Frauen, die in den 1940ern einen Doktortitel von einer amerikanischen Universität verliehen bekamen
- Michèle Audin (* 1954), Professorin in Straßburg, symplektische Geometrie, Mathematikgeschichte
- Christine Williams Ayoub (1922–2024), USA, Mathematikerin und Hochschullehrerin; Professorin an der Pennsylvania State University

### B
- Ellen Baake (* 1961), Biologin, promovierte 1989 in Bonn in theoretischer Biologie, seit 2004 Prof. für theoretische Bioinformatik an der Universität Bielefeld. Populationsgenetik, mathematische Immunbiologie, Koordinatorin des DFG Schwerpunktprogramms Probabilistische Strukturen in der Evolution. Mit dem Mathematiker Michael Baake verheiratet.
- Wealthy Babcock (1895–1990), USA, Mathematikerin und Hochschullehrerin. Sie war Professorin an der University of Kansas.
- Hajer Bahouri (* 1958), tunesische Mathematikerin, Partielle Differentialgleichungen, Professorin in Tunis und danach Forschungsdirektorin des CNRS an der Universität Paris-Ost
- Frances Ellen Baker (1902–1995), USA, Mathematikerin und Professorin am Vassar College.
- Viviane Baladi (* 1963), Schweiz/Frankreich, Promotion 1989 in Genf, Forschungsdirektorin CNRS, Ecole Normale Superieure, Dynamische Systeme, mathematische Physik, Gastrednerin ICM 2014
- Catherine Bandle (* 1943), Mathematikerin und Hochschullehrerin; habilitierte sich 1974 als erste Frau in Mathematik und als eine der ersten Frauen an der ETH Zürich.
- Nina Karlowna Bari (1901–1961), Professorin an der Lomonossow-Universität. Lusin Schülerin, Reelle Analysis, Harmonische Analysis. Habilitierte sich 1935 als erste Frau in Russland.
- Ruth Aaronson Bari (1905–1993), USA, Mathematikerin und Hochschullehrerin; war Professorin an der George Washington University.
- Mabel Barnes (1905–1993), USA, Mathematikerin und Hochschullehrerin.
- Lida Barrett (1927–2021), US-amerikanische Mathematikerin und Hochschullehrerin; zweite Präsidentin der Mathematical Association of America.
- Jean Bartik (1924–2011), eine der sechs ursprünglichen Programmiererinnen des ENIAC Computer
- Helga Baum (* 1954), Professorin an der Humboldt-Universität Berlin. Globale Analysis, Differentialgeometrie.
- Eva Bayer-Fluckiger (* 1951), Schweiz. Professorin an der EPFL in Lausanne. Quadratische Formen, Algebra, Gitter.
- Pilar Bayer (Pilar Bayer Isant) (* 1946), Spanien, Professorin in Barcelona, Zahlentheorie, arithmetische algebraische Geometrie.
- Jillian Beardwood (1934–2019), britische Mathematikerin, die für das Beardwood-Halton-Hammersley-Theorem bekannt ist.
- Marjorie Beaty (1906–2002), USA, Mathematikerin und Hochschullehrerin; gehörte mit Louise Rosenbaum zu den ersten beiden Frauen, die in Mathematik an der Universität von Colorado vor 1960 promovierten.
- Alexandra Bellow (auch Alexandra Ionescu Tulcea; 1935–2025), Rumänien/USA. Professorin an der Northwestern University. Ergodentheorie, Wahrscheinlichkeitstheorie, Maßtheorie. Zeitweise mit Saul Bellow verheiratet sowie mit Alberto Calderon.
- Georgia Benkart (1947–2022), Prof. an der University of Wisconsin-Madison, wurde 1974 in Yale bei Nathan Jacobson promoviert, Theorie der Liegruppen, Quantengruppen, Darstellungstheorie und Kombinatorik, Noether Lecture 2014, Polya Lecturer der MAA
- Elizabeth Ruth Bennett (1880–1972), USA, Mathematikerin und Hochschullehrerin. Sie promovierte 1910 als erste Frau an der University of Illinois in Mathematik.
- Marsha Berger (* 1953), Professorin an der New York University und am Courant-Institut, numerische Hydrodynamik mit Anwendungen in Luft- und Raumfahrt
- Nicole Berline (* 1944), Professorin an der Ecole Polytechnique. Indextheorie elliptischer Operatoren.
- Christine Bernardi (1955–2018), Professorin an der Universität Paris VI. Numerik partieller Differentialgleichungen besonders der Hydrodynamik.
- Dorothy Lewis Bernstein (1914–1988), USA, Mathematikerin und Hochschullehrerin; die erste weibliche Präsidentin der Mathematical Association of America
- Andrea Bertozzi (* 1965), Professorin an der Duke University und UCLA, partielle Differentialgleichungen, angewandte Mathematik, zum Beispiel dünne Filme, biologische Aggregationen, Muster urbaner Kriminalität
- Christine Bessenrodt (1958–2022), Algebra, Professorin in Hannover
- Christina Birkenhake (* 1961), promovierte und lehrte in Erlangen, Algebraische Geometrie, Ko-Autorin von zwei Monographien mit Herbert Lange in der Grundlehren-Reihe von Springer.
- Joan Birman (* 1927), Professorin an der Columbia University. Knotentheorie. Ruth Lyttle Satter Prize.
- Gertrude Blanch (1897–1996), USA, Mathematikerin, 1936 in New York promoviert, Numerische Mathematik, wesentlich am Mathematical Tables Project der 1940er Jahre beteiligt.
- Lenore Blum (* 1942), Professorin an der Carnegie Mellon University. Mathematische Logik, Komplexitätstheorie (Zusammenarbeit mit Stephen Smale). Mit dem Informatiker Manuel Blum verheiratet.
- Sigrid Böge (* 1935), Professorin in Heidelberg, orthogonale Gruppen.
- Walentina Michailowna Borok (1931–2004), Professorin in Charkiw. Partielle Differentialgleichungen.
- Élisabeth Bouscaren (* 1956), Prof. Universität Paris-Süd, 1979 an der Universität Paris VI promoviert, Anwendung mathematischer Logik (Modelltheorie) in Algebraischer Geometrie, Gastrednerin ICM 2002 (Groups Interpretable in Theory of Fields)
- Mireille Bousquet-Mélou (* 1967), Forschungsdirektorin des CNRS in Bordeaux, abzählende Kombinatorik, Vortrag ICM 2006
- Sylvia Bozeman (* 1947), amerikanische Mathematikerin und Hochschullehrerin; Mitgründerin der EDGE Foundation und bis 2013 Professorin am Spelman College
- Dorothy Brady (1903–1977), US-amerikanische Mathematikerin, Ökonomin und Hochschullehrerin.
- Hel Braun (1914–1986), Professorin in Hamburg. Schülerin von Carl Ludwig Siegel. Zahlentheorie, Quadratische Formen, Modulformen, Jordan-Algebren.
- Susan N. Brown (1937–2017), emeritierte Professorin für Mathematik am University College London und forschte auf dem Gebiet der Strömungsmechanik.
- Natascha Artin Brunswick (1909–2003), arbeitete an der mathematischen Fakultät der New York University, Leiterin der technische Redaktion Communications on Pure and Applied Mathematics am Courant Institute of Mathematics, Ehrenmitglied der American Mathematical Society
- Annalisa Buffa (* 1973), promovierte bei Franco Brezzi in Mailand, Numerische Analysis, Direktorin am IMATI (Istituto di Matematica Applicata e Tecnologie Informatiche) in Pavia, Bartolozzi-Preis, Gastrednerin ICM 2014, Collatz-Preis
- Leone Burton (1936–2007), britische Mathematikerin und Hochschullehrerin; von 1992 bis 2001 Professorin für Didaktik der Naturwissenschaften und Mathematik an der University of Birmingham.
- Ida Busbridge (1908–1988), britische Mathematikerin und Hochschullehrerin, die von 1935 bis 1970 an der Universität Oxford lehrte. Sie war die erste Frau, die ein Oxford-Stipendium in Mathematik erhielt.

### C

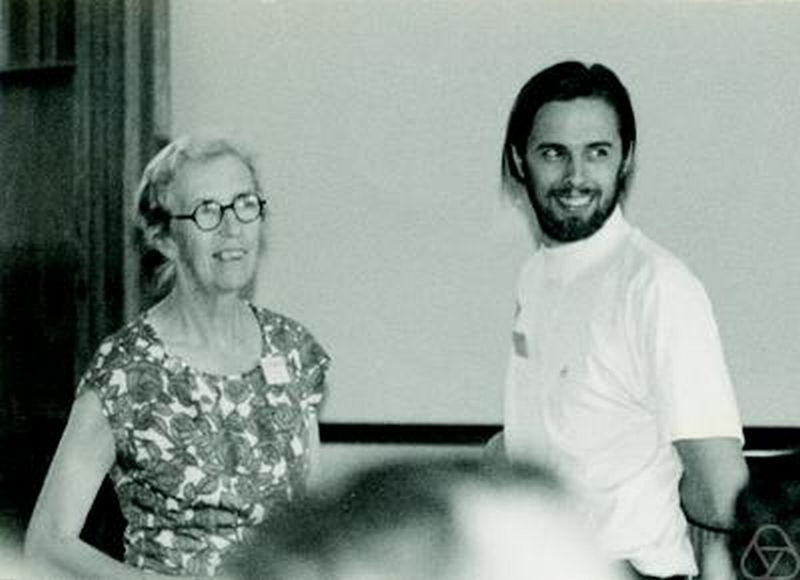
Mary Cartwright (links) mit Charles Pugh, Nizza 1970

- Lucia Caporaso (* 1965), italienische Mathematikerin, promovierte 1993 in Harvard bei Joseph Daniel Harris, Professorin an der Universität Roma Tre, algebraische Geometrie, Bartolozzi-Preis
- Sally Elizabeth Carlson (1896–2000), USA, Mathematikerin und Hochschullehrerin. Sie promovierte 1924 als erste Frau an der University of Minnesota in Mathematik.
- Jenna Carpenter (* 1961),  Professorin für Ingenieurwissenschaften an der Campbell University in North Carolina, Präsidentin der American Society for Engineering Education (ASEE) und Präsidentin der Mathematical Association of America (MAA).
- Mary Cartwright (1900–1998), Professorin am Girton College in Cambridge. Schülerin von Godfrey Harold Hardy in Oxford. Funktionentheorie, Differentialgleichungen. Einige Arbeiten mit John Edensor Littlewood sind Vorläufer der Chaostheorie. Präsidentin der London Mathematical Society, als erste Mathematikerin Fellow der Royal Society.
- Pierrette Cassou-Noguès (* 1945), Professorin in Bordeaux, Zahlentheorie und arithmetische Geometrie (p-adische Zetafunktionen), algebraische Geometrie.
- Emma Castelnuovo (1913–2014), Tochter von Guido Castelnuovo und Nichte von Federigo Enriques, Mathematiklehrerin in Rom, Beiträge zur Mathematikpädagogik
- Beatrice Cave-Browne-Cave (1874–1947), britische Mathematikerin und Ingenieurin
- Frances Cave-Browne-Cave (1876–1965), britische Mathematikerin und Hochschullehrerin
- Zoia Ceaușescu (1949–2006), rumänische Mathematikerin, Arbeitsgebiet war die Funktionalanalysis
- Sun-Yung Alice Chang (* 1948), China/USA, Professorin in Berkeley und Princeton. Analysis, unter anderem partielle Differentialgleichungen mit Anwendungen in der Differentialgeometrie. Ruth Lyttle Satter Prize. Mitglied der National Academy of Sciences.
- Alessandra Celletti (* 1962), italienische Mathematikerin, leistete unter anderem in Zusammenarbeit mit Luigi Chierchia Beiträge zur KAM-Theorie
- Josephine Chanler (1906–1992), US-amerikanische Mathematikerin und Hochschullehrerin; Professorin an der University of Illinois at Urbana-Champaign.
- Ruth Charney (* 1950), geometrische Gruppentheorie, Topologie, Professorin an der Ohio State University und Brandeis University.
- Zoé Chatzidakis (1955–2025), französische Logikerin, Forschungsdirektorin des CNRS in Paris, Modelltheorie der Algebra, Vortrag ICM 2014 in Seoul
- Jennifer Tour Chayes (* 1956), Microsoft Research, promovierte in Princeton bei Elliott Lieb in theoretischer Physik, war Professorin an der UCLA, Anwendung von Phasenübergängen in Diskreter Mathematik und Theorie großer dynamischer Zufalls-Netzwerke
- Chen Li (* 1973), arbeitet über partielle Differentialgleichungen, mathematische Physik und Biomathematik
- Eugenia Cheng, wurde 2002 bei Martin Hyland in Cambridge promoviert, Kategorientheorie, Marie Curie Fellow in Nizza und Dickson Lecturer in Chicago, Senior Lecturer an der University of Sheffield; Auftritte bei der BBC und auf Youtube (Mathsters)
- Yvonne Choquet-Bruhat (geb. Bruhat; 1923–2025), Frankreich, Professorin in Paris. Partielle Differentialgleichungen, Allgemeine Relativitätstheorie, mathematische Physik. Dannie Heineman Prize. Mit Gustave Choquet verheiratet gewesen.
- Fan Chung (auch Fan Chung Graham; * 1949), China/USA. War lange an den Bell Labs und ist Professorin an der University of California, San Diego. Graphentheorie. Mit Ronald Graham verheiratet.
- Julia Chuzhoy, Israel, promovierte 2004 am Technion bei Joseph Naor, Informatikerin (kombinatorische Optimierung, Näherungsalgorithmen und deren Komplexität), Graphentheorie, Prof. Toyota Technological Institute in Chicago, Gastrednerin ICM 2014
- Joan Clarke (1917–1996), britische Kryptoanalytikerin, trug wesentlich zum Bruch der deutschen Rotor-Schlüsselmaschine Enigma bei
- Anne Cobbe (1920–1971), englische Mathematikerin und Hochschullehrerin
- Judita Cofman (1936–2001), serbisch-deutsche Mathematikerin und Hochschullehrerin. Sie war die erste Mathematikerin, die an der Universität Novi Sad promovierte. Sie war bekannt für ihre Forschung in endlicher Geometrie und für ihre Bücher für junge Mathematiker.
- Teresa Cohen (1892–1992), USA, Mathematikerin und Hochschullehrerin. Sie gehörte zu den ersten Frauen in den Vereinigten Staaten, die in Mathematik promovierten.
- Nancy Cole (1902–1991), USA, Mathematikerin und Hochschullehrerin
- Caterina Consani (* 1963), italienische Mathematikerin, Professorin an der Johns Hopkins University. Promovierte bei Spencer Bloch in Chicago und in Genua und beschäftigt sich mit Nichtkommutativer Geometrie (wobei sie mit Alain Connes zusammenarbeitete) und Zahlentheorie.
- Pamela Cook (* 20. Jahrhundert), US-amerikanische Mathematikerin und Hochschullehrerin; von 2015 bis 2016 Präsidentin der Society for Industrial and Applied Mathematics (SIAM).
- Elizabeth Frances Cope (geb. Thorndike; 1902–1982), promovierte bei George David Birkhoff. Lehrte unter anderem am Vassar College. Differentialgleichungen.
- Gertrude Mary Cox (1900–1978), Professorin für Statistik an der North Carolina State University. Versuchsplanung.
- Radhia Cousot (1947–2014), tunesisch-französisch, lehrte an der Ecole Polytechnique, Informatikerin, Abstrakte Interpretation mit Patrick Cousot und Fehlerprüfsoftware für zeitkritische eingebettete Systeme wie bei Airbus.
- Marianna Csörnyei (* 1975), ungarische Mathematikerin, Promotion 1999 an der Eötvös Universität Budapest, Professorin am University College London und ab 2011 an der Universität Chicago. Whitehead-Preis (2002), Wolfson Research Merit Award der Royal Society, Leverhulme Preis. Reelle Analysis, geometrische Maßtheorie, geometrische Funktionalanalysis. Gastrednerin auf dem ICM 2010 in Hyderabad.

### D

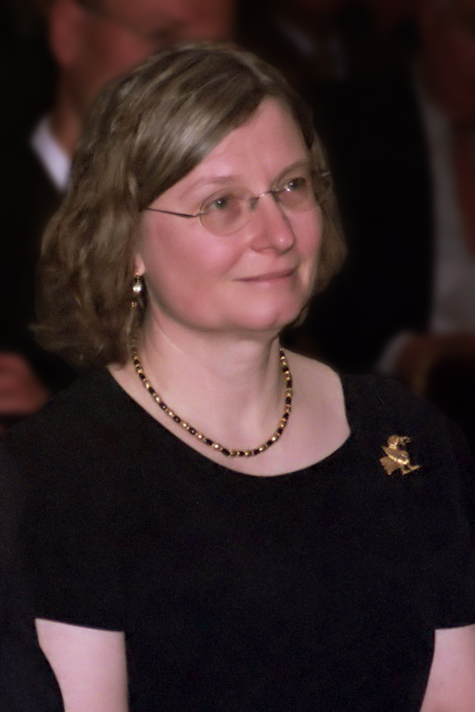
Ingrid Daubechies (* 1954)

- Geraldine Claudette Darden (* 1936), USA, Mathematikerin und Hochschullehrerin. Sie war die vierzehnte Afroamerikanerin, die einen Doktortitel erhielt.
- Panagiota Daskalopoulos, Partielle Differentialgleichungen (Schülerin von Carlos Kenig, Promotion 1992) und Differentialgeometrie, Professorin an der Columbia University, Vortrag auf dem ICM 2014
- Ingrid Daubechies (* 1954), Belgien/USA, Professorin an der Princeton University. Einführung der Wavelets. Mitglied der National Academy of Sciences. Leroy P. Steele Prize, Ruth Lyttle Satter Prize und zahlreiche weitere Ehrungen.
- Charmaine Dean (* 1958), trinidadisch-kanadische Mathematikerin und Hochschullehrerin.
- Mary Deconge (* 1933), amerikanische Mathematikerin, Hochschullehrerin und ehemalige Nonne im Holy Order of the Sisters of Saint Francis.
- Cécile DeWitt-Morette (1922–2017), französisch theoretische und mathematische Physikerin, Gründerin der Les Houches-Kurse in theoretischer Physik.
- Alicia Dickenstein (* 1955), studierte in Buenos Aires und ist dort Professorin, Algebraische Geometrie und deren Anwendung, Vizepräsidentin der International Mathematical Union ab 2015
- Caren Diefenderfer (1952–2017), USA, Mathematikerin und Hochschullehrerin, die für ihre Bemühungen zur Förderung des Rechnens bekannt war.
- Susanne Dierolf (1942–2009), Deutschland, Professorin an der Universität Trier, topologische Vektorräume
- Irit Dinur. Israelische Informatikerin, Professorin am Weizmann-Institut. Ihr gelang ein neuer einfacherer Beweis des PCP-Theorems.
- Yael Dowker (geb. Naim; 1919–2016), Prof. am Imperial College London, heiratete Clifford Hugh Dowker. Promotion 1948 am Radford College bei Witold Hurewicz.
- Pauline van den Driessche (* 1941), mathematische Epidemiologie und Ökologie, lineare Algebra, Prof. an der University of Victoria
- Agnes Meyer Driscoll (1889–1971), USA, Kryptoanalytikerin, wurde 2000 als zweite Frau in die Hall of Honor der NSA aufgenommen
- Cornelia Druţu (Drutu) (* 1967), rumänische Mathematikerin, promovierte in Paris bei Pierre Pansu, Lecturer in Oxford, geometrische Gruppentheorie. Whitehead-Preis.
- Marie-Louise Dubreil-Jacotin (1905–1972), Professorin in Poitiers und Paris, Hydrodynamik, Algebra, mit Paul Dubreil verheiratet
- Cynthia Dwork (* 1958), Informatikerin, Tochter von Bernard Dwork, Microsoft Research und Professorin an der Harvard University, grundlegende Arbeiten zur Kryptographie

### E
- Annie Easley (1933–2011), afroamerikanische Informatikerin, Mathematikerin und Raketenwissenschaftlerin, führendes Mitglied des Teams zur Entwicklung der Raketenoberstufe Centaur, erste afroamerikanerische Informatikerin, die für NASA arbeitete
- Madeline Early (1912–2001), USA, Mathematikerin und Hochschullehrerin.
- Leah Edelstein-Keshet, israelisch-kanadische Biomathematikerin, John von Neumann Preis, Professorin an der University of British Columbia
- Sheila May Edmonds (1916–2002), britische Mathematikerin und Hochschullehrerin;von 1960 bis 1981 Vizepräsidentin des Newnham College.
- Tatjana Ehrenfest-Afanassjewa (geb. Afanassjewa; 1876–1964), Russland/Niederlande, Mathematiklehrerin. Statistische Mechanik, unter anderem mit ihrem Mann Paul Ehrenfest.
- Tanja Eisner (* 1980), deutsche Mathematikerin, Funktionalanalysis, Ergodentheorie, Professorin in Leipzig
- Nicole El Karoui (geb. Schwartz; * 1944), studierte an der Ecole Normale Superieure de Jeunes Filles, Professorin an der Ecole Polytechnique und der Universität Paris VI, Finanzmathematik. Ritter der Ehrenlegion. Gastrednerin ICM 2002 (Measuring and hedging financial risk in dynamical world)
- Marion Epstein (1915–2014), USA, Mathematikerin, Vizepräsidentin beim Educational Testing Service in Princeton, New Jersey.
- Karin Erdmann (* 1948), deutsche Mathematikerin, Lecturer in Oxford. Darstellungstheorie, Homologische Algebra.
- Hélène Esnault (* 1953), Frankreich, Deutschland. Professorin an der FU Berlin. Algebraische Geometrie. Sie erhielt den Doisteau-Blutet Preis der Akademie der Wissenschaften in Paris, den Leibniz-Preis (mit Eckart Viehweg), die Cantor Medaille.
- Maria J. Esteban (* 1956), spanische Mathematikerin, Promotion 1981 bei Haïm Brezis bzw. 1987 bei Pierre-Louis Lions in Paris, Forschungsdirektorin des CNRS, 1996 bis 2004 Präsidentin des CEREMADE (einer Forschungseinrichtung für Angewandte Mathematik der Universität Paris-Dauphiné und des CNRS), 2009 bis 2012 Präsidentin des SMAI (frz. Ges. für Angewandte Math.), im Abel Komitee, PDE, numerische Analysis, mathematische Physik

### F
- Wera Faddejewa (1906–1983), Steklow-Institut Leningrad. Numerische Lineare Algebra. Mit Dmitri Konstantinowitsch Faddejew verheiratet und Mutter von Ludwig Faddejew.
- Barbara Fantechi (* 1966), Italienerin, Prof. am SISSA in Triest, promovierte bei Fabrizio Catanese in Pisa 1988, Algebraische Geometrie, Stacks
- Fay Farnum (1888–1977), USA, Mathematikerin und Hochschullehrerin; war Gründungsmitglied der Mathematical Association of America.
- Heike Faßbender (* 1963), deutsche Mathematikerin und Hochschullehrerin; leitete als erste Präsidentin von 2017 bis 2019 die Gesellschaft für Angewandte Mathematik und Mechanik (GAMM).
- Joan Feigenbaum (* 1958), USA, Informatikerin, Mathematikerin und Hochschullehrerin, an der Yale University Grace Murray Hopper Professorin für Informatik und außerordentliche Professorin für Rechtswissenschaft.
- Genevieve Grotjan Feinstein (1913–2006), USA, Kryptologin. Im Zweiten Weltkrieg wesentlich an der Entzifferung von Purple beteiligt und nach dem Krieg am VENONA-Projekt. Lehrte ab 1947 an der George Mason University Mathematik.
- Emma Rose Fenceroy (1944–2003), USA, Mathematikerin und Hochschullehrerin; neunzehnte Afroamerikanerin, die in Mathematik promovierte.
- Elizabeth Fennema (1928–2021), Mathematikpädagogin, University of Wisconsin-Madison, bekannt durch genderspezifische Studien im Mathematikunterricht in den 1970er Jahren und für das Buch Children´s Mathematics (Methode der Cognitively Guided Instruction, CGI).
- Jacqueline Ferrand (1918–2014), später Lelong-Ferrand (nachdem sie Pierre Lelong heiratete), Prof. in Paris, Funktionentheorie, Differentialgeometrie, eine der ersten Frauen, die an der Ecole Normale Superieure (Rue d’Ulm) studierten.
- Ilse Fischer (* 1975), Universität Wien, Kombinatorik
- Irmgard Flügge-Lotz (geb. Lotz; 1903–1974), Professorin in Stanford. Aerodynamik, Regelungstechnik (Autopilot).
- Anne Bosworth Focke (1868–1907), US-amerikanische Mathematikerin und Hochschullehrerin;die erste Mathematikprofessorin an der heutigen University of Rhode Island und die erste Doktorandin von David Hilbert.
- Irene Fonseca (* 1956), portugiesisch-amerikanische Mathematikerin und Hochschullehrerin;  Professorin für Mathematik am Mellon College of Science an der Carnegie Mellon University.
- Stephanie Forrest (* 1958), Informatikerin, Professorin an der University of New Mexico, genetische Algorithmen, mathematische Modellierung des Immunsystems und innovative Anwendungen von Ideen aus der Immunologie auf Computersicherheit und Softwarereparatur
- Thyrsa Anne Frazier (1930–1999), amerikanische Mathematikerin und Hochschullehrerin; Professorin an der Central State University.
- Elena Freda, (1890–1978), italienische Mathematikerin, Physikerin und Hochschullehrerin
- Herta Freitag (1908–2000), österreichische Emigrantin, lehrte am Hollins College in Virginia, Fibonacci-Zahlen
- Jessica Fridrich (* 1964), tschechische Mathematikerin, entwickelte ein gebräuchliches Speedcubing-Verfahren und Methoden in der digitalen Bildanalyse und visuellen Kryptographie.
- Susan Friedlander (* 1946), promovierte 1972 in Princeton, war Professorin an der University of Illinois und danach an der University of Southern California, wo sie seit 2008 Direktor des Center for Applied Mathematical Sciences ist. Herausgeberin des Bulletin der AMS. Befasst sich insbesondere mit den Euler- und Navier-Stokes-Gleichungen der Hydrodynamik.
- Elizebeth Friedman (1892–1980), Kryptoanalytikerin, die eng mit ihrem Mann, dem berühmten Kryptoanalytiker William Friedman, zusammenarbeitete.
- Aline Huke Frink (1904–2000), USA, Mathematikerin und Hochschullehrerin
- Charlotte Froese Fischer (1929–2024), USA, Mathematikerin, bekannt für numerische Berechnungen von Atomstrukturen (Multi-Konfigurations Hartree-Fock-Methoden, MCHF).
- Cleota Gage Fry (1910–2001), USA, Mathematikerin, Physikerin und Hochschullehrerin.
- Sylvia Frühwirth-Schnatter (* 1959), Statistik-Professorin in Linz.

### G

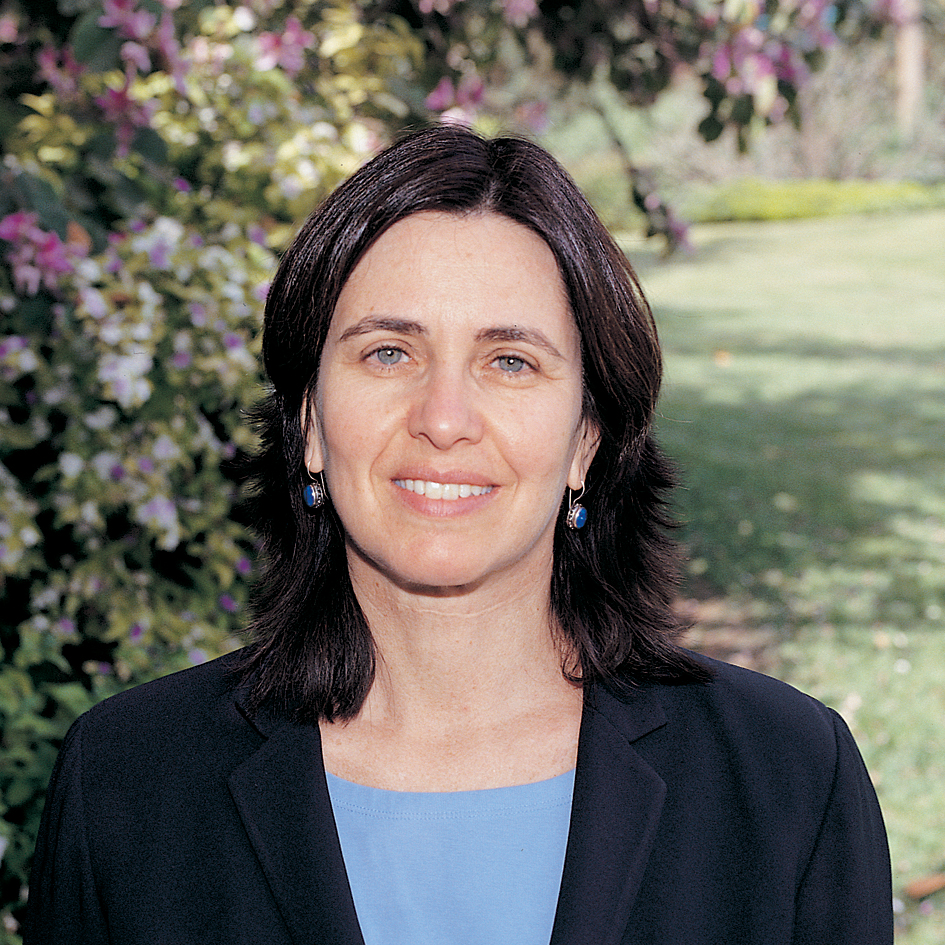
Shafrira Goldwasser

- Lisl Gaal (1924–2024, geb. Ilse Novak), promovierte 1948 am Radcliffe College bei Lynn Loomis, mathematische Logik, mit Steven Gaal verheiratet, Autorin von Classical Galois Theory. 1951/52 Institute for Advanced Study, später University of Minnesota.
- Sulochana Gadgil (1944–2025), indische Mathematikerin, Meteorologin und Ozeanographin; Honorarprofessorin am Zentrum für Atmosphären- und Ozeanwissenschaften des Indian Institute of Science in Bangalore, Indien.
- Isabelle Gallagher (* 1973), französische Mathematikerin, Prof. Universität Paris VII (Denis Diderot) und Centre Mathématiques de Jussieu, partielle Differentialgleichungen, speziell nichtlineare Evolutionsgleichungen, Navier-Stokes-Gleichung, Schrödingergleichung, harmonische Analysis (Heisenberg-Gruppe), Prix Paul Doistau-Émile Blutet 2008
- Irene M. Gamba (* 1957), argentinisch-US-amerikanische Mathematikerin, Prof. University of Texas at Austin. Numerische und Angewandte Analysis.
- Nina Gantert (* 1962), Schweizer Professorin an der TU München, Wahrscheinlichkeitstheorie.
- Ursula Gather (* 1953), Professorin für mathematische Statistik in Dortmund.
- Sara van de Geer (* 1958), niederländische mathematische Statistikerin, Prof. in Leiden und an der ETH Zürich, Vortrag ICM 2010, hochdimensionale Statistik.
- Hilda Geiringer (1893–1973), Deutschland/USA, Statistik, Plastizitätstheorie. War zeitweise mit Richard von Mises verheiratet. Sie war die erste Frau in Deutschland, die sich in angewandter Mathematik habilitierte (eine Professur zerschlug sich, da sie Jüdin war).
- Maria-Pia Geppert (1907–1997), Professorin für Biostatistik in Frankfurt und Tübingen.
- Nadeschda Nikolajewna Gernet (1877–1943), Professorin in Leningrad
- Margot Gerritsen, Niederländerin, Diplom 1990 Delft, Promotion 1997 Stanford, Professor in Stanford und Direktorin des dortigen Institute for Computational and Mathematical Engineering, numerische Lösung Navier-Stokes-Gleichungen
- Mary Gervase (1888–1926), USA, Mathematikerin. Sie promovierte 1917 als erste Frau an der Katholischen Universität von Amerika in Mathematik.
- Anna C. Gilbert, 1997 bei Ingrid Daubechies in Princeton promoviert, ATT Labs, ab 2004 University of Michigan, wo sie Professor ist, Informatik (Netzwerke, Algorithmen, Signalverarbeitung, Big Data), Analysis, Wahrscheinlichkeitstheorie, Gastrednerin ICM 2014
- Gloria Ford Gilmer (1928–2021), US-amerikanische Mathematikerin und Hochschullehrerin; Forschungsschwerpunkt Ethnomathematik.
- Josephine Elizabeth Burns Glasgow (1887–1969), USA, Mathematikerin und Hochschullehrerin. Sie war die zweite Frau, die von der University of Illinois einen Doktortitel in Mathematik erhielt.
- Heide Gluesing-Luerssen (* 1961), deutsche Mathematikerin und Hochschullehrerin; Professorin an der University of Kentucky und hat sich auf algebraische Codierungstheorie spezialisiert.
- Adele Goldberg (* 1945), Informatikerin, bekannt für die Entwicklung von Smalltalk bei Xerox-Parc
- Rebecca Goldin (*20. Jahrhundert), US-amerikanische Mathematikerin und Hochschullehrerin
- Adele Goldstine (1920–1964), Informatikerin. Mitarbeiterin ihres Ehemanns Herman H. Goldstine an frühen Computerprojekten.
- Shafrira Goldwasser (* 1958), Israel, Professorin am Weizmann-Institut. Verschiedene innovative Verfahren der Kryptographie und algorithmischen Zahlentheorie. Miterfinderin der Zero-Knowledge-Beweise.
- Carolyn Gordon (* 1950), Professorin am Dartmouth College. Differentialgeometrie. Gab 1992 mit Kollegen Beispiele für einfache isospektrale Mannigfaltigkeiten und löste so ein berühmtes Problem von Mark Kac (Can one hear the shape of a drum?) negativ.
- Mary de Lellis Gough (1892–1983), irisch-amerikanische Mathematikerin und Hochschullehrerin, früheste bekannte in Irland geborene Frau, die in Mathematik promovierte.
- Mary Graustein (1884–1972), USA, Mathematikerin und Hochschullehrerin.
- Mary W. Gray (* 1938), USA, Mathematikerin und Hochschullehrerin. Profesoorin an der American University.
- Marion Cameron Gray (1902–1979), schottisch-US-amerikanische Mathematikerin. Sie entdeckte einen ungewöhnlichen halb-symmetrischen kubischen Graphen mit 54 Eckpunkten, der der kleinstmögliche kubische semisymmetrische Graph ist. Dieser Graph ist allgemein als Gray-Graph bekannt
- Sheila A. Greibach (* 1939), Informatikprofessorin an der UCLA.
- I. Grekowa (1907–2002), Professorin für Angewandte Mathematik an der Moskauer Universität für Verkehrswesen und Schriftstellerin. Grekowa ist ihr Künstlername, eigentlich Jelena Sergejewna Wentzel, geb. Dolginzewa.
- Lois Wilfred Griffiths (1899–1981), US-amerikanische Mathematikerin und Hochschullehrerin; Professorin an der Northwestern University; Spezialgebiet Zahlentheorie.
- Margaret Grimshaw (1905–1990), britische Mathematikerin und Hochschullehrerin am Newnham College.
- Edna Grossman (* 20. Jahrhundert), USA, Kryptologin und Mathematikerin, arbeitete am Data Encryption Standard (DES) mit
- Barbara J. Grosz (* 1948), Professorin in Harvard, Künstliche Intelligenz in natürlicher Sprachverarbeitung (Modellierung von Diskursen, Schnittstellen Mensch-Maschine) und Multiagentensysteme (Modellierung von Zusammenarbeit zum Beispiel im Gesundheitswesen)
- Laura Guggenbühl (1901–1985), USA, Mathematikerin und Hochschullehrerin; bekannt für ihre Arbeiten in Dreiecksgeometrie und der Geschichte der Mathematik
- Alice Guionnet (* 1969), Forschungsdirektorin des CNRS an der Ecole Normale Superieure in Lyon. Spin-Gläser, Zufallsmatrizen, Wahrscheinlichkeitstheorie. Sie erhielt den Loève-Preis und den Oberwolfach-Preis.
- Geneviève Guitel (1895–1982), französische Mathematikerin, führte das Begriffspaar Lange und kurze Skala zur Bezeichnung der zwei weltweit meistverwendeten Zahlennamenssysteme im Dezimalsystem ein

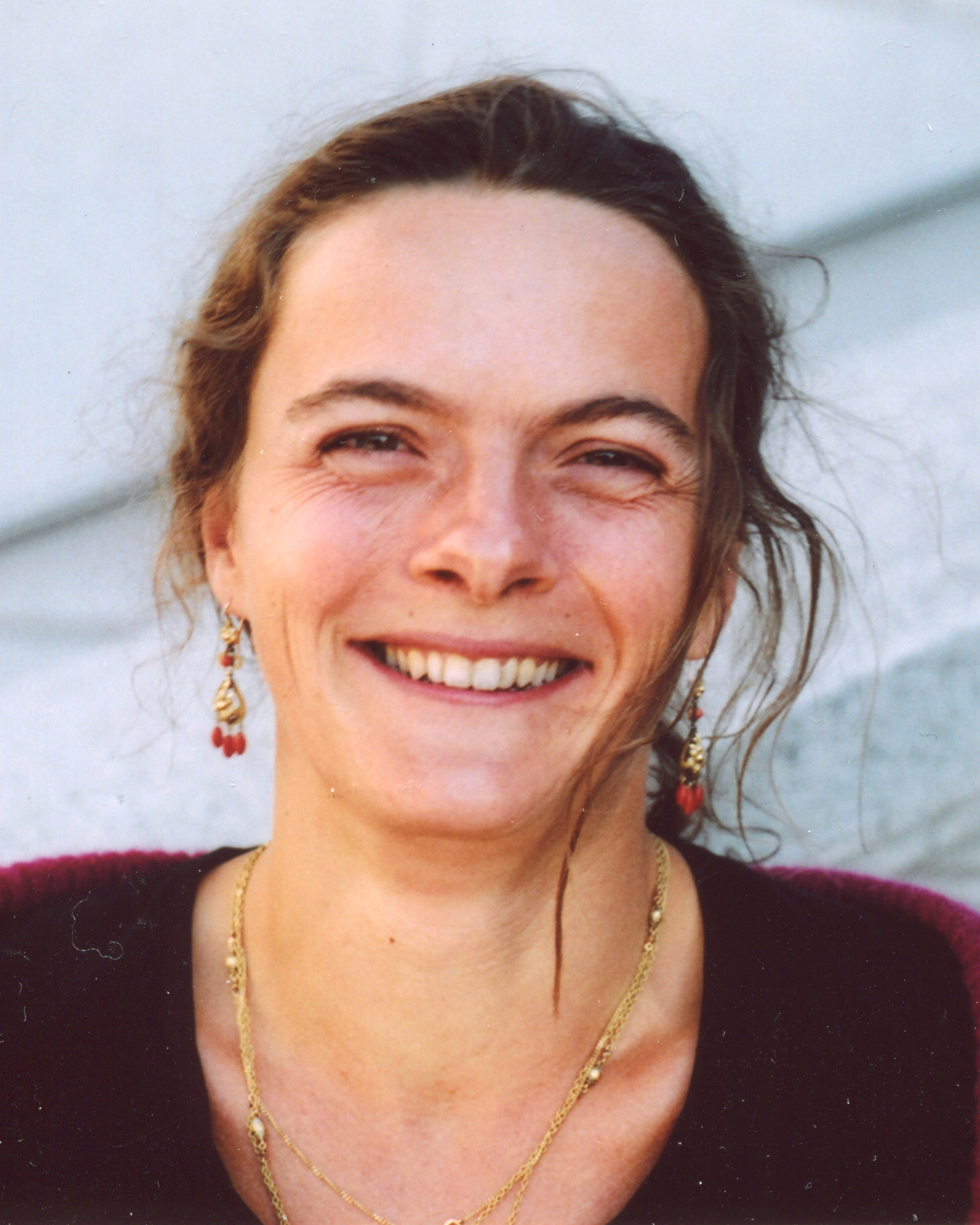
Alice Guionnet (2006)

### H
- Mary Barbara Haberzetle (1912–1983), USA, Mathematikerin und Hochschullehrerin
- Dörte Haftendorn (* 1948), promovierte zum Thema „Additiv idempotente Halbringe mit Faktorbedingung“, ein Gebiet der reinen Algebra
- Beatrice Hagen (1899–1987), USA, Mathematikerin und Hochschullehrerin.
- Olga Hahn-Neurath (1882–1937), promovierte Mathematikerin, Mitglied des Wiener Kreises, Schwester von Hans Hahn.
- Monique Hakim, promovierte bei Alexander Grothendieck 1972 in Paris. Ihre Dissertation Topos annelés et schémas relatifs erschien in der Reihe Ergebnisse der Mathematik und ihrer Grenzgebiete im Springer Verlag 1972. Später wandte sie unter anderem komplexer Analysis in mehreren Variablen zu. Professorin an der Universität Paris-Süd.
- Ursula Hamenstädt (* 1961), seit 1990 Professorin in Bonn, Differentialgeometrie. Schülerin von Wilhelm Klingenberg. War am Caltech und in Berkeley. 2012 Advanced Grant des European Research Council zur Untersuchung der Geometrie von Modulräumen und Abbildungsklassengruppen.
- Christine Hamill (1923–1956), englische Mathematikerin und Hochschullehrerin an der University of Ibadan. Sie war spezialisiert auf Gruppentheorie und endliche Geometrie.
- Margaret Hamilton (* 1936), USA, Informatikerin und Mathematikerin, die Entwicklungen Hamiltons und ihres Teams am MIT verhinderte 1969 den Abbruch der Apollo-11-Mondlandung; wurde der Augusta Ada Lovelace Award verliehen
- Dorothee Haroske (* 1968), Professorin für Analysis in Jena und Rostock, Funktionalanalysis.
- Maria-Viktoria Hasse (1921–2014), Professorin in Rostock, wo sie 1949 promoviert wurde, und ab 1964 an der TU Dresden. Integralgleichungen, Algebra (sie schrieb ein Buch über Kategorientheorie).
- Jenny Harrison (* 1949), Professorin in Berkeley. Geometrische Analysis.
- Linda B. Hayden (* 1949), USA, Mathematikerin, Informatikerin und Hochschullehrerin; Professorin für Mathematik und Informatik an der Elizabeth City State University.
- Euphemia Haynes (1890–1980), USA, Mathematikerin und Hochschullehrerin, war die erste afroamerikanische Frau, die 1943 an der Katholischen Universität von Amerika in Mathematik promovierte.
- Katherine Heinrich (* 1954), australisch-kanadische Mathematikerin und Hochschullehrerin, die erste weibliche Präsidentin der Canadian Mathematical Society.
- Olive Hazlett (1890–1974), Professorin an der University of Illinois, Algebra, promovierte bei Leonard Dickson.
- Marguerite Hedberg (1907–2002), USA, Mathematikerin und Hochschullehrerin.
- Lisa Hefendehl-Hebeker (* 1948), deutsche Mathematikerin und Hochschullehrerin. Sie war Professorin für Mathematik mit Schwerpunkt Didaktik an der Universität Duisburg-Essen.
- Anne Henke (* 1970), Lecturer in Oxford, Fellow Pembroke College, Darstellungstheorie, studierte in Heidelberg und promovierte bei Karin Erdmann in Oxford.
- Rebecca Herb (* 1948), Professorin an der University of Maryland. Darstellungstheorie reduktiver Liegruppen und p-adischer Gruppen.
- Grete Hermann (1901–1984), promovierte mit der Dissertation 'Die Frage der endlich vielen Schritte in der Theorie der Polynomideale' von der Mathematikerin Emmy Noether
- Norma G. Hernandez (* 1934), Lateinamerikanische Mathematikerin und Hochschullehrerin. Sie ist eine der ersten in den USA geborenen Latinas, die in Mathematik promoviert hat.
- Gloria Conyers Hewitt (* 1935), USA, Mathematikerin und Hochschullehrerin; emeritierte Professorin an der University of Montana – Missoula
- Ruby Hightower (1880–1959), USA, Mathematikerin und Hochschullehrerin; 1927 die erste Absolventin des Shorter College, die einen Doktortitel erhielt.
- Ursula Hill-Samelson (1935–2013), Informatikerin, promovierte bei Friedrich L. Bauer in München, entwickelte frühe ALGOL-Compiler in Deutschland, mit Klaus Samelson verheiratet.
- Nancy Hingston, wurde 1981 bei Raoul Bott in Harvard promoviert, Differentialgeometrie und Verbindungen zur Physik, war am IAS, Prof. Technical College New Jersey, Gastrednerin ICM 2014.
- Elizabeth Hirschfelder (1902–2002), USA, Mathematikerin und Hochschullehrerin, Professorin an der University of Wisconsin
- Marlis Hochbruck (* 1964), Professorin in Karlsruhe, Technomathematik und Numerische Mathematik, seit 2014 Vizepräsidentin der DFG
- Maria Hoffmann-Ostenhof (* 1947), mathematische Physikerin an der Universität Wien.
- Lulu Hofmann Bechtolsheim (1902–1989), USA, Mathematikerin und Hochschullehrerin.
- Grace Hopper (1906–1992), Computerpionierin (frühe Programmiersprachen, Compiler). Sie arbeitete in der Computerindustrie und brachte es in der US Navy Reserve zum Flottillenadmiral.
- Anna Mayme Howe (1883–1976), USA, Mathematikerin und Hochschullehrerin
- Susan Howson (* 1973), Schülerin von John Coates in Cambridge, Zahlentheorie elliptischer Kurven. Gewann als erste Frau den Adams-Preis.
- Celia Hoyles (* 1946), britische Mathematikerin. Sie ist Professorin für Didaktik der Mathematik am UCL Institute of Education.
- Shu Ting Hsia (1903–1980), chinesisch-amerikanische Mathematikerin
- Hu Hesheng (1928–2024), China. Professorin an der Fudang Universität. Differentialgeometrie, zum Beispiel Eichtheorien
- Verena Huber-Dyson (1923–2016), mathematische Logik, Professorin in Calgary, zeitweise mit Freeman Dyson verheiratet und Mutter von Esther Dyson.
- Hilda Phoebe Hudson (1881–1965), englische Mathematikerin und Hochschullehrerin, die sich mit algebraischer Geometrie, insbesondere mit Cremona-Transformationen befasste. Sie war die erste weibliche geladene Rednerin auf dem ICM.
- Annette Huber-Klawitter (* 1967), Professorin in Freiburg. Arithmetische Geometrie. EMS-Preis, Leibniz-Förderpreis.
- Rhonda Hughes (* 1947), USA, Mathematikerin und Hochschullehrerin; emeritierte Helen-Herrmann-Professorin für Mathematik am Bryn Mawr College
- Mabel Gweneth Humphreys (1908–2006), kanadisch-amerikanische Mathematikerin und Hochschullehrerin;M. Gweneth Humphreys Award.
- Snehalata V. Huzurbazar (*nach 1960), amerikanische Mathematikerin und Hochschullehrerin; Professorin für Statistik an der West Virginia University-

### I
- Ilse Ipsen (* 1950), deutsch-amerikanische Mathematikerin und Hochschullehrerin. Sie ist Professorin für Mathematik an der North Carolina State University und zu ihren Forschungsgebieten gehören die Numerische Lineare Algebra, randomisierte Algorithmen, Numerische Analysis, Matrixtheorie

### J
- Trachette Jackson (* 1972), USA, Mathematikerin und Hochschullehrerin; Professorin für Mathematik und Co-Direktor der Forschungsgruppe Mathematikbiologie der University of Michigan.
- Lisa Jeffrey (* 1965), Kanadierin, Professorin an der Universität Toronto, promovierte 1992 bei Michael Atiyah in Oxford, symplektische Geometrie und mathematische Quantenfeldtheorie, wo sie Vermutungen von Edward Witten bewies
- Svetlana Jitomirskaya (* 1966), sowjetisch-US-amerikanische Mathematikerin, Tochter von Walentina Borok. Professorin an der University of California, Irvine. Zum Beispiel nichtstörungstheoretische Lokalisierung in mathematischer Physik. Ruth-Lyttle-Satter-Preis.
- Eleanor Jones (1929–2021), USA, Mathematikerin und Hochschullehrerin; gehört zu den ersten afroamerikanischen Frauen, die in Mathematik promovierten und unterrichtete mehr als 30 Jahre als Professorin an der Norfolk State University.
- Katherine Johnson (1918–2020), USA, Mathematikerin afroamerikanischer Abstammung, Beiträge zur Berechnung der Flugbahnen für das Mercury-Programm und den ersten bemannten Flug zum Mond im Rahmen der Apollo-11-Mission wurde sie Ende 2015 mit der Presidential Medal of Freedom ausgezeichnet
- Nalini Joshi (* 1981), australische Mathematikerin an der University of Sydney, integrable Systeme, partielle Differentialgleichungen

### K
- Margarete Kahn (Grete Kahn, 1880–1942), Doktorandin bei David Hilbert (Eine allgemeine Methode zur Untersuchung der Gestalten algebraischer Kurven, 1909), lehrte später in Berlin, von den Nationalsozialisten entlassen, 1942 nach Piaski deportiert und ermordet
- Suzan Kahramaner (1913–2006), erste türkische Mathematikprofessorin. Lehrte in Istanbul und befasste sich mit Funktionentheorie (Habilitation bei Rolf Nevanlinna).
- Gabriele Kaiser (* 1952), deutsche Mathematikdidaktikerin und Hochschullehrerin
- Gudrun Kalmbach (1937–2025), wurde bei Hans Grauert promoviert, Professorin in Ulm, Topologie, Verbandstheorie, Quantenstrukturen, Mathematikpädagogik
- Hermine Kalustyan (1914–1989), armenisch-türkische Mathematikerin, Pädagogin und Politikerin;erste Frau, die in der Türkei in Mathematik promovierte.
- Carol Karp (1926–1972), USA, mathematische Logikerin. Schülerin von Leon Henkin und Professorin an der University of Maryland. Ein Logikpreis ist nach ihr benannt.
- Svetlana Katok (* 1947), russisch-US-amerikanische Mathematikerin. Professorin an der Pennsylvania State University (wie ihr Mann Anatole Katok). Dynamische Systeme mit Anwendungen auf Modulformen und Zahlentheorie.
- Bruria Kaufman (1918–2010), mathematische Physikerin. Professorin in Haifa und am Weizmann-Institut. In den 1950er Jahren Mitarbeiterin von Einstein, bekannt für Arbeiten über das Ising-Modell im Anschluss an Lars Onsagers exakte Lösung.
- Linda Keen (* 1940), USA, Professorin an der City University of New York (CUNY). Höherdimensionale hyperbolische Geometrie, Riemannsche Flächen und Teichmüllerräume.
- Ljudmila Wsewolodowna Keldysch (1904–1976), Professorin am Steklow-Institut, deskriptive Mengenlehre, geometrische Topologie. Mit Pjotr Sergejewitsch Nowikow verheiratet und Mutter von Sergei Petrowitsch Nowikow.
- Ruth Kellerhals (* 1957), Differentialgeometrie, Hyperbolische Geometrie. Wurde 1988 in Basel promoviert und war am Max-Planck-Institut als Assistentin von Friedrich Hirzebruch. Professorin an der Universität Fribourg.

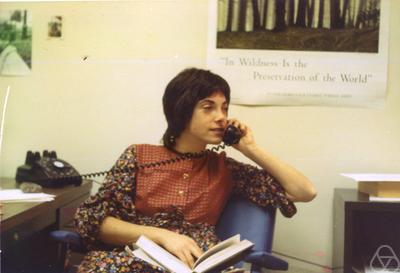
Linda Keen

- Julia Kempe (* 1973), Mathematikerin, Physikerin, Informatikerin und Hochschullehrerin
- Ina Kersten (* 1946), Professorin in Göttingen. Schülerin von Ernst Witt. Algebra, quadratische Formen. Als erste Frau Präsidentin der Deutschen Mathematiker-Vereinigung.
- Radha Kessar, promovierte 1995 bei Ronald Solomon an der Ohio State University, Professorin an der City University of London, Gruppen- und Darstellungstheorie, Berwick-Preis 2009
- Barbara Keyfitz (* 1944), Professorin an der Ohio State University. Nichtlineare partielle Differentialgleichungen. Noether Lecturer 2012.
- Olga Kharlampovich (* 1958), russisch-kanadische Mathematikerin, promovierte 1984 bei Lew Schewrin an der Staatlichen Universität des Urals. Professorin an der McGill University und ab 2011 an der City University of New York. Algorithmische Gruppentheorie, in der sie einige lange offene Entscheidungsprobleme löste.
- Frances Kirwan (* 1959), Britin. Professorin in Oxford. Algebraische Geometrie, Symplektische Geometrie. Whitehead-Preis und Fellow der Royal Society.
- Maria Klawe, (* 1951), USA, Informatikerin, Mathematikerin und Hochschullehrerin. Sie leitet als erste Frau seit 2006 das Harvey Mudd College in Kalifornien.
- Julia Knight, Mathematische Logikerin, Professorin an der University of Notre Dame, Gödel-Lecturer.
- Helga Königsdorf (1938–2014), bis 1990 Professorin an der Akademie der Wissenschaften in Ostberlin. Auch Schriftstellerin.
- Daphne Koller (* 1968), israelische Informatikerin, Professorin in Stanford, Künstliche Intelligenz, Probabilistische Graphische Modelle und Bayessche Netzwerke sowie Online-Lernen.
- Claudia Klüppelberg (* 1953), Professorin für mathematische Statistik an der TU München. Finanzmathematik, Risikoanalyse, Extremwerttheorie, Versicherungsmathematik.
- Nancy Kopell (* 1942), Professorin an der Boston University. Dynamische Systeme in der Biologie.
- Yvette Kosmann-Schwarzbach (* 1941), französische Mathematikerin, nach ihr ist die sogenannte Kosmann-Hebung in der Differentialgeometrie benannt
- Bryna Kra (* 1966), promovierte 1995 in Stanford bei Yitzhak Katznelson, Professorin an der Northwestern University, Ergodentheorie und Dynamische Systeme, Gewinnerin des Levi-L.-Conant-Preises. Tochter von Irwin Kra.
- Edna Kramer (1902–1984), US-amerikanische Mathematikerin, Hochschullehrerin und Autorin.
- Cecilia Krieger (1894–1974), Professorin an der Universität Toronto, Topologie
- Wera Nikolajewna Kublanowskaja (1920–2012), Steklow-Institut Leningrad. Unabhängige Einführung des QR-Algorithmus.
- Daniela Kühn (* 1973), Prof. Birmingham, promovierte 2001 in Hamburg bei Reinhard Diestel (die Dissertation gewann den Richard Rado Preis). Extremale Kombinatorik, Graphentheorie. European Prize in Combinatorics 2003, Gastrednerin ICM 2014, Whitehead-Preis 2014
- Krystyna Kuperberg (* 1944), polnisch-US-amerikanische Professorin an der Auburn University. Topologie dynamischer Systeme.
- Galina Wassiljewna Kusmina (1929–2017), geometrische Funktionentheorie, Steklow-Institut Sankt Petersburg. 1984 an der Klärung des Beweises der Bieberbach-Vermutung durch de Branges beteiligt.
- Gitta Kutyniok (* 1972), harmonische Analysis, Compressed Sensing, Professorin an der TU Berlin.

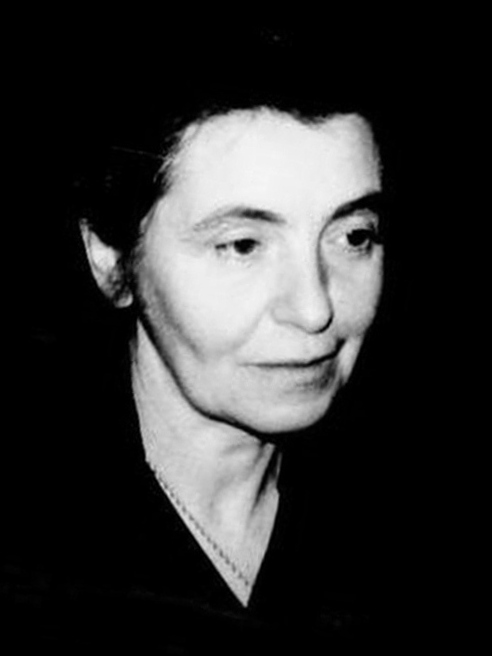
Olga Ladyschenskaja

### L
- Izabella Laba (* 1966), polnisch-kanadische Mathematikerin, promovierte 1994 in Toronto bei I. M. Sigal, Professorin an der University of British Columbia, Harmonische Analyse, Geometrische Maßtheorie, additive Kombinatorik, mathematische Physik, Partielle Differentialgleichungen.
- Jeanne LaDuke (* 1938), USA, Mathematikerin und Kinderschauspielerin, die in dem Film (The Green Promise) auftrat, Fakultätsmitglied im Fachbereich Mathematik an der DePaul University
- Olga Alexandrowna Ladyschenskaja (1922–2004), Direktorin am Steklow-Institut in Leningrad. International bekannte Expertin für partielle Differentialgleichungen insbesondere in der Hydrodynamik.
- Susan Landau (* 1954), Informatikerin bei Sun Microsystems, in den USA auch öffentlich breiteren Kreisen bekannte Expertin für Datensicherheitsfragen. Algorithmentheorie.
- Joan Langdon (* 1951), USA, Mathematikerin und Hochschullehrerin.
- Klawdija Latyschewa (1897–1956), sowjetische Mathematikerin und Hochschullehrerin.
- Monique Laurent (* 1960), Frankreich, promovierte 1986 an der Universität Paris VII bei Michel Deza, CWI in Amsterdam, Prof. in Tilburg, Netzwerke, Optimierung, Kombinatorik, Gastrednerin ICM 2014
- Kristin Lauter (* 1969), USA, Mathematikerin und Kryptographin, Microsoft Research
- Ruth Lawrence (* 1971), nach frühreifer mathematischer Entwicklung Professorin an der Hebräischen Universität in Jerusalem. Algebraische und kombinatorische Strukturen in mathematischer Physik.
- Anneli Lax (geb. Cahn; 1922–1999), floh als Jüdin aus Berlin, promovierte 1955 bei Richard Courant in New York, Professorin an der New York University, George Pólya Award. Mit Peter Lax verheiratet. Partielle Differentialgleichungen.
- Gilah Leder (* 1941), niederländisch-australische Mathematikpädagogin, lehrte an der La Trobe University und Monash University, erforschte, warum Mädchen im Mathematikunterricht häufig benachteiligt werden.
- Marjorie Lee Browne (1914–1979), USA, Mathematikerin und Hochschullehrerin. Sie war eine der ersten beiden afroamerikanischen Frauen, die in Mathematik promovierte.
- Lillian Rosanoff Lieber (1886–1986), russisch-amerikanische  Mathematikerin, Autorin und Hochschullehrerin. Sie war Professorin für Mathematik an der Long Island University (LIU).
- Emma Lehmer (1906–2007), stammte aus Russland und arbeitete später eng mit ihrem Mann Derrick Henry Lehmer in Berkeley in algorithmischer Zahlentheorie zusammen. Wie auch bei Mary Ellen Rudin oder Olga Taussky-Todd verhinderten damals bestehende zur Verhinderung des Nepotismus in den USA erlassene Regeln, dass ein Ehepaar gleichzeitig Professuren im selben Fachbereich an einer Universität haben konnte.
- Marguerite Lehr (1898–1987), USA, Mathematikerin und Hochschullehrerin. Führte 1954 eine äußerst erfolgreiche Reihe von Mathematik-Fernsehkursen in Philadelphia mit dem Titel University of the Air durch.
- Tan Lei (1963–2016), chinesisch-französische Mathematikerin, Professorin in Angers. Wichtige Arbeiten über die Mandelbrot- und Julia-Menge.
- Elizabeth LeStourgeon (1880–1971), USA, Mathematikerin und Hochschullehrerin. Sie war von 1920 bis 1946 Professorin an der University of Kentucky.
- Annie Leuch-Reineck (1880–1978), Schweizer Mathematikerin und Frauenrechtlerin, promovierte über das Thema „Die Verwandtschaft zwischen Kugelfunktionen und Besselschen Funktionen“
- Winnie Li (Wen-Ching Winnie Li, * 1948), taiwanesische Mathematikerin, Prof. Pennsylvania State University, automorphe Formen, Zahlentheorie, Graphenspektren, Kodierungstheorie, promovierte 1974 bei Andrew Ogg, lehrte in Harvard und Chicago, Noether-Preisträgerin 2015
- Paulette Libermann (1919–2007), französische Mathematikerin, Professorin in Paris. Symplektische Geometrie und Differentialgeometrie.
- Barbara Liskov (* 1939), Informatikerin, Professorin am MIT, Turing Award.
- Marie Litzinger (1899–1952), USA, Mathematikerin und Hochschullehrerin; forschte zur Zahlentheorie, zu homogenen Polynomen und zur modularen Arithmetik.
- Chiu-Chu Melissa Liu (* 1974), Algebraische und Symplektische Geometrie, Prof. an der Columbia University, Morningside-Medaille
- Klara Löbenstein (1883–), Doktorandin bei David Hilbert (1910), emigrierte 1941 nach Buenos Aires. Gehörte zu den ersten Frauen, die in Deutschland in Mathematik promovierten.
- Mayme Logsdon (1881–1967), USA, Mathematikerin und Hochschullehrerin. Sie war die erste Frau und bis 1982 die einzige Frau, die eine Anstellung an der Mathematikabteilung der Universität von Chicago erhielt.
- Maria Laura Moura Mouzinho Leite Lopes (1917–2013), brasilianische Mathematikerin und Hochschullehrerin. Sie war emeritierte Professorin an der Bundesuniversität Rio de Janeiro und war sie die erste Brasilianerin, die in Mathematik promovierte.
- Edith H. Luchins (1921–2002), ab 1962 Professorin für Mathematik am Rensselaer Polytech, mit dem Gestaltpsychologen Abraham S. Luchins verheiratet und auch als Gestaltpsychologin tätig.
- Monika Ludwig (* 1966), Professorin an der TU Wien. Konvexgeometrie, geometrische Analysis.
- Élisabeth Lutz (1914–2008), französische Mathematikerin, veröffentlichte als Schülerin von André Weil in Straßburg 1937 den Satz von Lutz und Nagell über die effektive Berechnung der Torsionspunkte elliptischer Kurven über den rationalen Zahlen. Später Professorin in Grenoble.
- Nancy Lynch (* 1948), USA, Informatikerin am MIT, Expertin für verteilte Systeme und verteiltes Rechnen.

### M

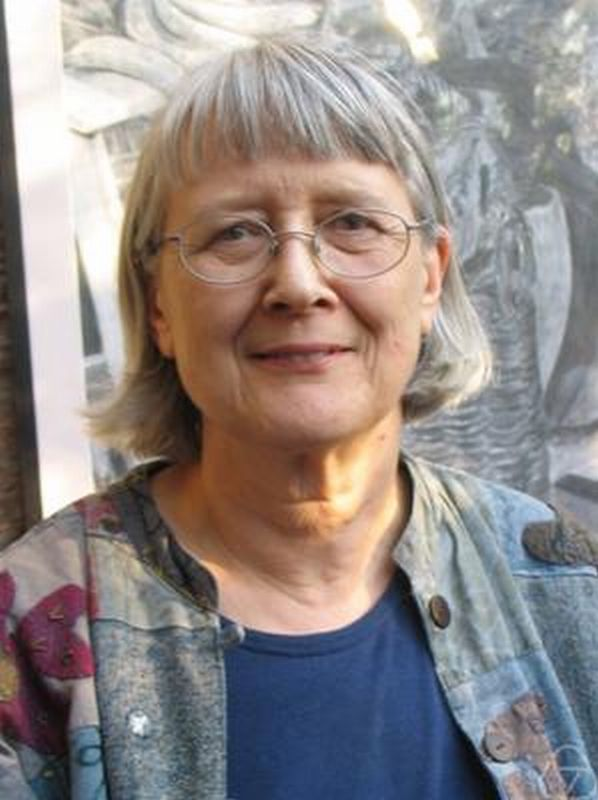
Dusa McDuff

- Shirley McBay (1935–2021), amerikanische Chemikerin, Mathematikerin und Hochschullehrerin.
- Dorothy McCoy (1903–2001), USA, Mathematikerin und Hochschullehrerin. Sie promovierte 1929 als erste Frau an der University of Iowa in Mathematik.
- Emma Whiton McDonald (1886–1948), USA, Mathematikerin und Hochschullehrerin.
- Dusa McDuff (* 1945), Britin, Professorin in Stony Brook. Symplektische Topologie. Mitglied der Royal Society und der National Academy of Sciences. Ruth Lyttle Satter Prize. Verheiratet mit John Willard Milnor.
- Sheila Scott MacIntyre (1910–1960), schottische Mathematikerin und Hochschullehrerin
- F. Jessie MacWilliams (1917–1990), Britin, die an den Bell Laboratories arbeitete und eine führende Rolle in der Kodierungstheorie hatte.
- Penelope Maddy (* 1950), Professorin an der University of California, Irvine. Einflussreiche Arbeiten in der Philosophie der Mathematik.
- Roswitha März (* 1940), Numerische Mathematik, studierte in Leningrad und promovierte in Chemnitz, Professorin an der Humboldt-Universität Berlin, wo sie Dekanin der Mathematikfakultät war und Leiterin des Bereichs Numerische Mathematik
- Dorothy Maharam (1917–2014), Professorin an der University of Rochester. Maßtheorie, allgemeine Topologie. Mit Arthur Harold Stone verheiratet.
- Eugenia Malinnikova (* 1974), russische Mathematikerin, promovierte in Sankt Petersburg, lehrt in Trondheim, Harmonische Analysis, Potentialtheorie, Clay Research Award
- Matilde Marcolli (* 1969), Italienerin. Ursprünglich Physikerin, war lange am Max-Planck-Institut in Bonn und ist Professorin am Caltech. Führend in der nichtkommutativen Geometrie, wo sie mit deren Begründer Alain Connes zusammenarbeitete und diese sowohl in der Physik als auch in der Zahlentheorie anwandte.
- Margaret Marrs (* 1929), britische Mathematikerin und Computerprogrammiererin; gehörte zu den ersten Informatikerinnen in England.
- Mireille Martin-Deschamps, Universität Versailles, Algebraische Geometrie, Zahlentheorie, 1998 bis 2001 Präsidentin der Société Mathématique de France und 2011 Vizepräsidentin der European Mathematical Society.
- Emilie Martin (1897–1936), USA, Mathematikerin und Hochschullehrerin. Professorin für Mathematik am Mount Holyoke College.
- Katalin Marton (1941–2019), Informationstheorie, Alfred Renyi Institut Budapest, erhielt als erste Frau den Claude E. Shannon Award
- Verdiana Masanja (* 1954), tansanische Mathematikerin, Physikerin und Hochschullehrerin, die sich auf Fluiddynamik spezialisiert hat. Sie ist die erste tansanische Frau, die in Mathematik promoviert hat.
- Kaisa Matomäki (* 1985), Analytische Zahlentheorie, Dozentin in Turku, SASTRA Ramanujan Prize 2016
- Joanna Isabel Mayer (1904–1991), USA, Mathematikerin und Hochschullehrerin, war die erste Doktorandin in Mathematik an der Marquette University.
- Miriam Becker Mazur (1909–2000), USA, Mathematikerin und Hochschullehrerin.
- Catherine Meadows USA, Mathematikerin und Kryptologin, ist bekannt für ihre Entwicklung von Werkzeugen zur formalen Verifizierung und automatisierten Entdeckung von Fehlern in kryptografischen Protokollen
- Marlyn Meltzer (geb. Wescoff; 1922–2008), Amerikanerin, gehörte zur ersten Gruppe der ENIAC-Programmiererinnen.
- Ruth I. Michler (1967–2000), in Amerika geborene Mathematikerin deutscher Abstammung, die in den USA lebte und forschte. Sie arbeitete hauptsächlich auf dem Gebiet der zyklischen Homologie und der Singularitätstheorie. Ihr zu Ehren wird der Ruth I. Michler-Gedächtnispreis vergeben.
- Bessie Irving Miller (1884–1931), USA, Mathematikerin und Professorin an der heutigen Rockford University.
- Margaret Millington (1944–1973), promovierte 1968 bei A. O. L. Atkin in Oxford, Modulformen. Starb früh an einem Gehirntumor.[4]
- Rosa Maria Miró Roig (* 1960), spanische Mathematikerin, Algebraische Geometrie, Algebra, Professorin in Barcelona, Ferran-Sunyer-i-Balaguer-Preis
- Josephine Mitchell (1912–2000), USA, Mathematikerin und Hochschullehrerin
- Fatma Moalla (* 1939), tunesische Mathematikerin und Hochschullehrerin; erste Tunesierin, die eine Agrégation und eine Promotion in Mathematik erwarb.
- Elena Moldovan Popoviciu (1924–2009), rumänische Mathematikerin und Hochschullehrerin;Professorin an der Babeș-Bolyai-Universität Cluj und forschte im Bereich der Funktionalanalysis.
- Susan Montgomery (* 1943), Professorin an der University of Southern California, Hopf-Algebren und ihre Darstellung. Noether-Lecturer 2011.
- Cathleen Synge Morawetz (1923–2017), Kanada/USA, Tochter von John Lighton Synge, Professorin am Courant Institute. Partielle Differentialgleichungen. Zahlreiche Auszeichnungen wie National Medal of Science und Leroy P. Steele Prize. War Präsidentin der American Mathematical Society und ist Mitglied der National Academy of Sciences.
- Eugenie Maria Morenus (1881–1966), USA, Mathematikerin und Hochschullehrerin
- Ruth Moufang (1905–1977), Professorin an der Universität Frankfurt. Erste beamtete deutsche Mathematikprofessorin.[5] Algebra, Geometrie, Kombinatorik, zum Beispiel Moufangebene.
- Magdalena Mouján (1926–2005), argentinische Mathematikerin, Informatikerin und Science-Fiction Autorin.
- Édith Mourier (1940–2014), französische Mathematikerin, Satz von Mourier (Lehrsatz der Wahrscheinlichkeitsrechnung), formuliert eine hinreichende Bedingung zum Bestehen des starken Gesetzes der großen Zahlen für gewisse Folgen von Zufallselementen in einem separablen Banachraum über dem Körper der reellen Zahlen
- Edith Alice Müller (1918–1995), promovierte 1943 bei Andreas Speiser in Zürich über die Ornamente der Alhambra und wandte sich danach der Astronomie zu (Professorin in Genf)
- Christine Müller (* 1959), deutsche Mathematikerin (Statistik), u. a. effizientes Experimentieren in der industriellen Produktion, robuste Schätzungen für die Rekonstruktion und Identifikation von Kanten in verrauschten Bildern
- Anna Mullikin (1893–1975), USA, Mathematikerin; bekannt durch das Janiszewski-Mullikin-Theorem.
- Emmy Murphy, USA, Mathematikerin, symplektische Topologie, Professorin an der Northwestern University, New Horizons in Mathematics Prize
- Vera Myller (1880–1970), rumänische Mathematikerin und Hochschullehrerin;war die erste Universitätsprofessorin in Rumänien.

### N

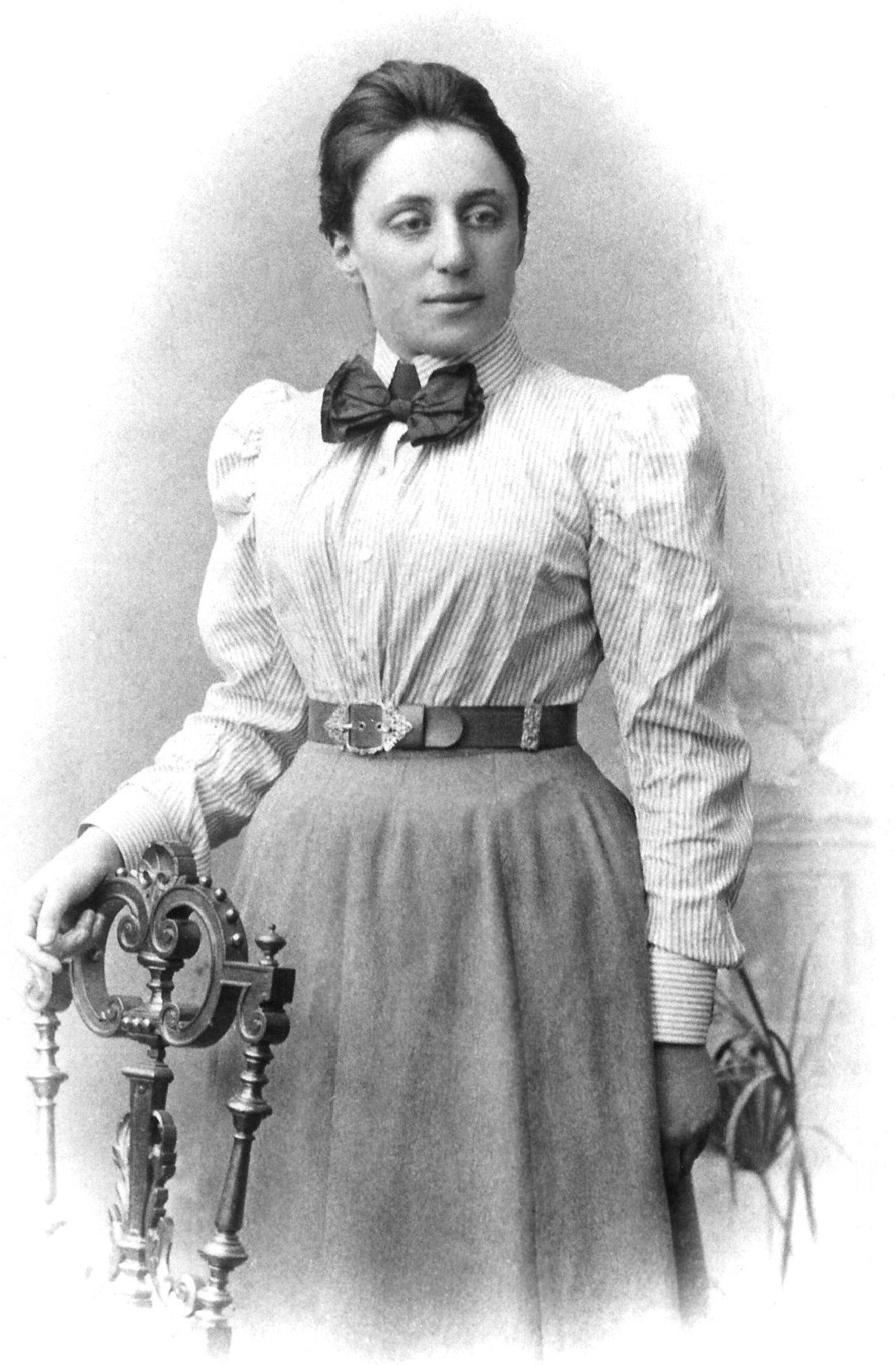
Emmy Noether (1882–1935)

- Martha Näbauer (1914–1997), Professorin für mathematische Geodäsie an der TU München.
- Pia Maria Nalli (1886–1964), italienische Mathematikerin, Laurea an der Universität Palermo 1910 bei Giuseppe Bagnera, Professorin in Cagliari und Catania, Analysis
- Mangala Narlikar (1943–2023), indische Mathematikerin und Hochschullehrerin. 2017 wurde sie mit dem Suryadatta Lifetime Achievement ausgezeichnet.
- Gabriele Nebe (* 1967), Professorin an der RWTH Aachen. Kodierungstheorie, Gitter, Modulformen, ganzzahlige Darstellungen endlicher Gruppen.
- Evelyn Nelson (1943–1987), Professorin McMaster University, Algebra, nach ihr und Cecilia Krieger ist der Krieger-Nelson-Preis der Canadian Mathematical Society benannt
- Claudia Neuhauser, deutsch-amerikanische Mathematikerin, mathematische Biologie, Professorin an der University of Houston.
- Hanna Neumann (1914–1971), deutsch-australische Mathematikerin. Emigrierte mit ihrem jüdischen Mann Bernhard Neumann über Großbritannien nach Australien. Beschäftigte sich wie Bernhard Neumann mit Gruppentheorie. Professorin an der Australian National University in Canberra.
- Mara Neusel, (1964–2014), eine deutsch-amerikanische Mathematikerin und Hochschullehrerin. Sie habilitierte als vierte Frau an der Universität Göttingen in Mathematik.
- Phyllis Nicolson (1917–1968), britische Mathematikerin, die zuletzt in Leeds forschte. Crank-Nicolson-Verfahren zur Lösung der Wärmeleitungsgleichung.
- Barbara Niethammer (* 1967), promovierte 1996 in Bonn bei Hans Wilhelm Alt, Professorin für Angewandte Mathematik an der Universität Oxford, vorher Humboldt-Universität Berlin. Whitehead-Preis 2011, von Mises Preis 2003. Nichtlineare Partielle Differentialgleichungen, Multiskalenprobleme, Skalierungsgesetze und freie Randwertprobleme, kinetische Gleichungen, Kinetik Phasenübergänge, Koagulations- und Fragmentationsprozesse, Mathematik in den Materialwissenschaften
- Wiesława Nizioł, polnische Mathematikerin, arithmetische algebraische Geometrie, promovierte bei Gerd Faltings, Professorin an der University of Utah. Vortrag auf dem ICM 2006.
- Emmy Noether (1882–1935), Tochter von Max Noether, Professorin in Göttingen und nach aufgrund ihrer jüdischen Abstammung erzwungenen Emigration in Bryn Mawr. Sie spielte eine zentrale Rolle in der Entwicklung der modernen Algebra in den 1920er Jahren und ist auch in der Physik für die Entdeckung des Zusammenhangs von Symmetrieprinzipien und Erhaltungssätzen bekannt. Sie gilt als bisher bedeutendste Mathematikerin, nach ihr sind auch verschiedene Preise für Frauen in der Mathematik benannt. Sie ist die erste Frau, die in Deutschland in Mathematik habilitiert wurde (1919), nachdem eine frühere Eingabe 1915 trotz Hilberts Protest („Die Universität ist keine Badeanstalt“) noch abschlägig beschieden wurde. Sie war auch die erste außerordentliche Professorin (1922) in Mathematik in Deutschland.[1]
- Frieda Nugel (1884–1966), deutsche Mathematikerin, gehört zu den ersten Frauen aus Deutschland, die in Mathematik promovierten. Sie erhielt anlässlich des 50. Jahrestages ihrer Dissertation von 1912 die Auszeichnung „Goldenes Doktorat“.
- Annie Hutton Numbers (1897–1988), schottische Mathematikerin und Chemikerin; lehrte an der  Universität Edinburgh.

### O
- Marie Françoise Ouedraogo (* 1967), burkinische Mathematikerin, Hochschullehrerin und Politikerin; erste Burkinabé-Frau, die in Mathematik promovierte.
- Eve Oja (1948–2019), estnische Mathematikerin und Hochschullehrerin; war Professorin an der Universität Tartu und auf Funktionalanalysis spezialisiert.
- Hee Oh (* 1969), koreanische Mathematikerin, Prof. in Yale, wurde 1997 in Yale bei Gregory Margulis promoviert. Liegruppen und diskrete Untergruppen, Ergodentheorie, geometrische Gruppentheorie, Ruth Lyttle Satter Prize 2015
- Kathleen Adebola Okikiolu, (* 1965), britisch-amerikanische Mathematikerin und Hochschullehrerin. Eines ihrer Forschungsgebiete ist die Geometrische Analysis und die Arbeit mit elliptischen Differentialoperatoren.
- Olga Oleinik auch Olejnik (1925–2001), Professorin an der Lomonossow-Universität. Partielle Differentialgleichungen, Topologie algebraischer Varietäten, mathematische Physik.
- Kathleen Ollerenshaw (1912–2014), britische Mathematikerin, ehemalige Bürgermeisterin von Manchester. Arbeiten zur Kombinatorik und Unterhaltungsmathematik.
- Yewande Olubummo (* 1960), nigerianisch-amerikanische Mathematikerin und Hochschullehrerin
- Cathy O’Neil, USA, Zahlentheoretikerin (Promotion bei Barry Mazur 1999). Sie war Assistant Professor am Barnard College, bevor sie vier Jahre in der Finanzindustrie arbeitete. Mitglied von Occupy Wall Street, Kritikerin von Big Data und der Finanzbranche (Weapons of Math Destruction 2016).
- Hinke Osinga (* 1969), Niederländerin, Dynamische Systeme, Professorin in Auckland in Neuseeland
- Helen Brewster Owens (1881–1968), USA, Mathematikerin, Hochschullehrerin und Frauenrechtlerin.

### P
- Ietje Paalman-de Miranda (1936–2020), surinamisch-niederländische Mathematikerin und Hochschullehrerin. Sie war 1980 erste weibliche ordentliche Professorin an der Universiteit van Amsterdam.
- Eleanor Pairman (1896–1973), USA, Mathematikerin und Hochschullehrerin schottischer Herkunft. Sie war die dritte Frau, die am Radcliffe College in Massachusetts in Mathematik promovierte.
- Erika Pannwitz (1904–1975), deutsche Mathematikerin. Promovierte bei Heinz Hopf. Geometrische Topologie (Knotentheorie). Mitarbeiterin beim Zentralblatt für Mathematik in Ostberlin.
- Raman Parimala (* 1948), indische Mathematikerin. Algebraische Gruppen, Quadratische Formen, Galoiskohomologie. Löste einige lange offene Vermutungen. War lange Professorin am Tata Institut in Bombay und ist heute an der Emory University.
- Griselda Pascual (1926–2001),  ordentliche Professorin für Algebra an der Universität Barcelona; erste Frau in Spanien, die ein Humboldt-Forschungsstipendium erhielt.
- Maria Pastori (1895–1975), italienische Mathematikerin. Emeritierte Professorin an der Universität Mailand. Expertin für Tensorrechnung und Differentialgeometrie.
- Natasa Pavlovic, promovierte 2002 bei Susan Friedlander und Nets Katz an der University of Illinois, Gleichungen der Hydrodynamik (Euler, Navier-Stokes) mit harmonischer Analysis, Professorin an der University of Texas at Austin
- Sylvie Paycha (* 1960), französische Mathematikerin, studierte in Paris, wo sie auch 1990 promovierte (sowie an der Universität Bochum 1988 bei Sergio Albeverio), war Noether Professorin in Göttingen, Professorin in Potsdam, mathematische Physik (Renormierung, Stringtheorie, Anomalien u. a.), Pseudodifferentialoperatoren, unendlich dimensionale Geometrie
- Sandrine Péché (* 1977), promovierte 2002 an der EPFL Lausanne bei Gérard Ben Arous. Prof. Universität Paris VII, Zufallsmatrizen und Anwendungen u. a. in Finanzmath., Graphenth., Perkolation, Informationsth., Gastrednerin ICM 2014
- Rose Peltesohn (1913–1998), promovierte 1936 bei Issai Schur in Berlin und wanderte dann als Jüdin nach Tel Aviv aus. Sie löste 1939 das Differenzenproblem von Lothar Heffter in der Kombinatorik.
- Charlotte Elvira Pengra (1875–1916), USA, Mathematikerin. Sie erwarb 1901 als erste Frau an der University of Wisconsin und als 6. Amerikanerin einen Doktortitel in Mathematik.
- Ria Persad (* 1974), amerikanische Mathematikerin, Physikerin und Musikerin; seit 2019 Präsidentin der European Chamber of Digital Commerce.
- Bernadette Perrin-Riou (* 1955), Universität Paris. Zahlentheorie, Arithmetische Geometrie. Ruth Lyttle Satter Prize.
- Stefanie Petermichl (* 1971), deutschstämmige Professorin an der Université de Toulouse. Analysis. Promovierte 2000 bei Alexander Volberg. Erhielt 2006 den Salem-Preis.
- Rózsa Péter (1905–1977), Ungarin. Professorin an der Universität Budapest. Wesentliche Beiträge zur Theorie rekursiver Funktionen.
- Linda Petzold (* 1954), USA, Professorin an der University of California, Santa Barbara. Numerik von differential-algebraischen Systemen mit Anwendung in Systembiologie.
- Margherita Beloch Piazzolla (1879–1976), Tochter von Karl Julius Beloch, lehrte Geometrie an der Universität Ferrara. Spezialistin für Fotogrammetrie.
- Sophie Piccard (1924–1990), Professorin in Neuenburg, Geometrie, Gruppentheorie, erste ordentliche Professorin an einer Westschweizer Universität.
- Ragni Piene (* 1947), Algebraische Geometrie, Professorin in Oslo, lange Vorsitzende des Abel-Komitees
- Gabriella Pinzari (* 1966), nach dem Diplom 1996 an der La Sapienza in Rom lange Gymnasiallehrerin in Rom, 2009 Promotion bei Luigi Chierchia an der Roma Tre, KAM-Theorie, Problem kleiner Nenner, Himmelsmechanik, Hamiltonsche Systeme, forscht seit 2013 an der Universität Neapel, Gastrednerin ICM 2014
- Jill Pipher (* 1955), Prof. Brown University, Promotion 1985 an der UCLA bei John B. Garnett, harmonische Analysis, Public Key Kryptosysteme (NTRUEncrypt). Gastrednerin ICM 2014
- Vera Pless (1931–2020), arbeitete als Mathematikerin für die U.S. Air Force und war später Professorin an der University of Chicago. Fehlerkorrigierende Codes.
- Gerlind Plonka-Hoch (* 1966), Professorin an der Georg-August-Universität Göttingen. Heinz-Maier-Leibnitz Preis 1997. Inverse Probleme, Datenanalyse.
- Pelageja Jakowlewna Polubarinowa-Kotschina (auch Kochina; 1899–1999), war am Steklow-Institut in Moskau, in Nowosibirsk und an der Akademie der Wissenschaften in Moskau (Institut für Mechanik). Angewandte Probleme der Hydrodynamik. Schrieb eine Biographie der Sofja Wassiljewna Kowalewskaja.
- Cheryl Praeger (* 1948), australische Mathematikerin. Professorin an der University of Western Australia. Gruppentheorie und Kombinatorik. Ist Mitglied der Australischen Akademie der Wissenschaften und war Präsidentin der australischen Mathematikervereinigung.
- Susanne Prediger (* 1971), deutsche Mathematikerin und Hochschullehrerin. Sie ist seit 2006 Professorin am Institut für Entwicklung und Erforschung des Mathematikunterrichts der Technischen Universität Dortmund.
- Emma Previato (1952–2022), italienisch-amerikanische Mathematikerin und Hochschullehrerin. Sie ist Professorin an der Boston University, 1983 bei David Mumford promoviert über Anwendungen algebraischer Geometrie in mathematischer Physik
- Irene Price (1902–1999), USA, Mathematikerin, forschte fünfzehn Jahre als Hochschullehrerin an der University of Wisconsin Oshkosh; arbeitete dann als Statistikerin für die United States Air Force für ein Dutzend Jahre und vierzig Jahre als Immobilienmaklerin
- Sibylla Prieß-Crampe (1934–2024, auch Prieß, Crampe), Prof. LMU München, angeordnete Strukturen in Geometrie, Algebra, Topologie

### R

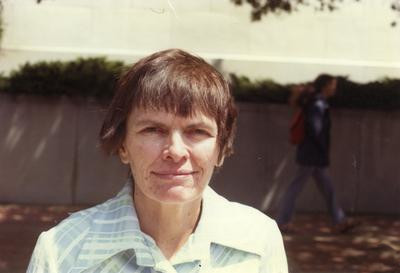
Julia Robinson (1919–1985)

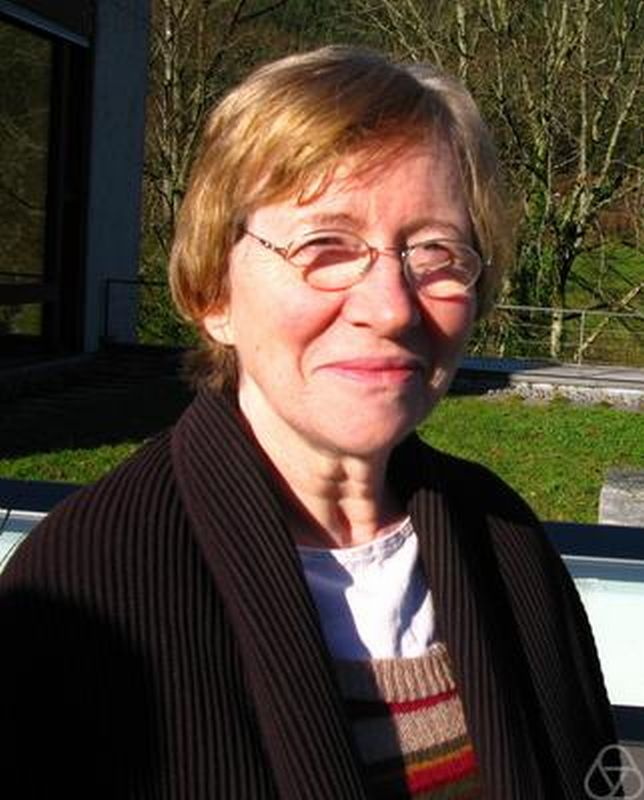
Marie-Françoise Roy (* 1950)

- Virginia Ragsdale (1870–1945), USA, Mathematikerin, Lehrerin am North Carolina College of Woman. Studierte in Bryn Mawr und bei Hilbert in Göttingen. Ihre Dissertation (1906) war ein wichtiger Beitrag zu Hilberts 16. Problem (reelle algebraische Geometrie, Ragsdale Vermutungen).
- Susan Miller Rambo (1883–1977), USA, Mathematikerin und Hochschullehrerin, promovierte 1920 als zweite Frau an der University of Michigan.
- Sujatha Ramdorai, indische Mathematikerin, bekannt für Beiträge zur Iwasawa-Theorie in der algebraischen Zahlentheorie, promovierte bei Raman Parimala (1992), Professorin am Tata Institut in Mumbai und der University of British Columbia, ICTP Ramanujan Prize
- Helena Rasiowa (1917–1994), polnische Mathematikerin, befasste sich mit algebraischer Logik und Grundlagen der Mathematik, das Lemma von Rasiowa-Sikorski ist mit ihrem Namen verbunden
- Marina Ratner (1938–2017), russisch-US-amerikanische Mathematikerin, Professorin in Berkeley. Ergodentheorie. Erhielt den Ostrowski-Preis. Mitglied der National Academy of Sciences.
- Cora Ratto de Sadosky (1912–1981) war eine argentinische Mathematikerin, Menschenrechtsaktivistin und außerordentliche Professorin
- Geneviève Raugel (1951–2019), Professorin in Paris, partielle Differentialgleichungen, Gleichungen der Hydrodynamik
- Michèle Raynaud (* 1938), gehörte wie ihr Mann Michel Raynaud in den 1960er Jahren zum Kreis von Alexander Grothendieck, bei dem sie 1972 in Paris promoviert wurde. Algebraische Geometrie.
- Margaret Eva Rayner (1929–2019), englische Mathematikerin und Hochschullehrerin. Sie wurde 1990 zum Commander of the Order of the British Empire(CBE) ernannt.
- Helene Reschovsky (1907–1994), Schülerin von Menger in Wien. Emigrierte in die USA, Associate Professor an der University of Connecticut. Geometrie, Topologie.
- Mary Rees (* 1953), Prof. in Liverpool, Tochter von David Rees, komplexe Dynamik. Gastrednerin auf dem ICM in Kyoto 1990.
- Mina Rees (1902–1997), Schülerin von Leonard Dickson. War lange Leiterin der Mathematik beim Office of Naval Research. Mitglied der National Academy of Sciences. Algebra, Numerik partieller Differentialgleichungen.
- Nancy Reid (* 1952), Prof. in Toronto, mathematische Statistik, erster Krieger-Nelson-Preis.
- Idun Reiten (1942–2025), norwegische Mathematikerin, Universität Trondheim, Algebra (Auslander-Reiten-Theorie).
- Ida Rhodes (1900–1986), ukrainisch-amerikanische Mathematikerin und Computerpionierin, befasste sich als eine der Ersten mit Fremdsprachenübersetzung mit dem Computer
- Christine Riedtmann (* 1952), Professorin an der Universität Bern, promovierte 1978 bei Pierre Gabriel an der Universität Zürich. Algebra. 2011/12 Präsidentin der Schweizerischen Mathematischen Gesellschaft
- Julia Robinson (1919–1985), USA, mathematische Logikerin, Schülerin von Alfred Tarski und später Professorin in Berkeley. Wichtige Arbeiten im Umfeld von Hilberts zehnter Vermutung, Rekursionstheorie und Entscheidbarkeitsfragen. War als erste Frau Präsidentin der American Mathematical Society. Mitglied der National Academy of Sciences.
- Alvany Rocha (früher Rocha-Caridi), argentinische Mathematikerin, Liegruppen und -algebren, City University of New York (Baruch College)
- Sibyl M. Rock (1909–1981), USA, Mathematikerin und Informatikerin. Sie war eine Pionierin in der Entwicklung von Methoden zur Datenanalyse beim Einsatz von Massenspektrometern zur Analyse von Kohlenwasserstoffgemischen. Entwickelte mit dem Computerpionier Clifford Berry den Vorläufer des Datatron.
- Judith Roitman (* 1945), Professorin an der University of Kansas, Topologie, Mengenlehre, Boolesche Algebra, Mathematikpädagogik. Sie veröffentlicht auch Gedichte und lehrt Zen-Buddhismus.
- Louise Rosenbaum (1908–1980), USA, Mathematikerin und Hochschullehrerin; gehörte 1939 mit Marjorie Beaty zu den ersten beiden Frauen, die in Mathematik an der Universität von Colorado vor 1960 promovierten.
- Nina Arkadjewna Rosenson (1909–1942), von den Nationalsozialisten im Kaukasus ermordete jüdische Mathematikerin der Leningrader Schule. Differentialgeometrie.
- Alice Roth (1905–1977), wurde (als zweite Frau in Mathematik überhaupt) 1938 bei George Pólya an der ETH Zürich promoviert, Approximation im Komplexen. Erhielt Silbermedaille der ETH. Gymnasiallehrerin am Humboldtianum in Bern, wandte sich erst nach ihrer Pensionierung 1971 wieder der Forschung zu.
- Linda Rothschild (* 1945), Professorin an der University of California in San Diego. Liegruppen, Analysis mehrerer komplexer Variabler.
- Christiane Rousseau (* 1954), französisch-kanadische Mathematikerin, promovierte 1977 in Montreal und ist dort Prof., Differentialgleichungen, Dynamische Systeme, Bifurkationen, Topos Theorie, auch GUTs, mathem. Biologie, war Präsidentin der kanad. mathem. Ges., ab 2014 im Exekutivkomitee der IMU
- Marie-Françoise Roy (* 1950), Professorin an der Universität Rennes I. Reelle algebraische Geometrie.
- Mary Ellen Rudin (1924–2013), Professorin an der University of Wisconsin. Bekannt für die Konstruktion verschiedener Gegenbeispiele in der Topologie. Mit dem Analytiker Walter Rudin verheiratet.
- Iris Runge (1888–1966), Industriemathematikerin und Physikerin. Tochter von Carl Runge. Arbeitete bei Osram und Telefunken. Später Professorin in Berlin.
- Mary Beth Ruskai (1944–2023), promovierte 1969 an der University of Wisconsin, Prof. an der University of Massachusetts und der Tufts University, Quanteninformationstheorie, mathematische Physik

### S
- Cora Sadosky (1940–2010) war eine argentinische Mathematikerin und Hochschullehrerin. Sie war Professorin für Mathematik an der Howard University
- Reiko Sakamoto (* 1939), japanische Mathematikerin, hyperbolische partielle Differentialgleichungen, Professorin an der Nara's Women University. Iyanaga-Preis.
- Judith D. Sally (1937–2024), Professorin an der Northwestern University. Kommutative Algebra.
- Jean E. Sammet (1928–2017), USA, Informatikerin und Mathematikerin, u. a. verantwortlich für Entwurf und Entwicklung von FORmula MAnipulation Compiler (FORMAC), die eine Erweiterung für Fortran ist und die erste praktisch genutzte Programmiersprache zur symbolischen Manipulation von mathematischen Ausdrücken und Formeln darstellte
- Mildred Sanderson (1889–1914), USA, Mathematikerin.
- Marta Sanz-Solé (* 1952), Professorin in Barcelona, stochastische Differentialgleichungen, eine der Organisatoren des ICM 2006 in Madrid und 2011 bis 2014 Präsidentin der Europäischen Mathematischen Gesellschaft.
- Jane Cronin Scanlon (1922–2018), USA, Professorin an der Rutgers University. Anwendungen von Differentialgleichungen in der Biologie, zum Beispiel Nervenleitung.
- Alice T. Schafer (1915–2009), Professorin am Wellesley College, Gründungsmitglied der Association for Women in Mathematics.
- Tatjana Olegowna Schaposchnikowa (* 1946), promovierte 1973 bei Solomon Michlin in Leningrad, ab 1991 Universität Linköping. 2004 bis 2008 Professorin an der Ohio State University. Partielle Differentialgleichungen, Funktionanalysis. Schrieb mit Masja (Mazya) eine Hadamard Biographie.
- Doris Schattschneider (* 1939), Professorin am Moravian College (Bethlehem (Pennsylvania)). Parkettierungen, Geometrie. Schrieb Bücher über M. C. Eschers Kunst. War Vizepräsidentin der MAA.
- Leila Schneps (* 1961), USA/Frankreich, Forscht für das CNRS am Institut Mathematiques de Jussieu, Paris. Grothendiecks Theorie der Kinderzeichnungen, inverse Galoistheorie. Gründungsmitglied des Grothendieck Circle. Schreibt Kriminalromane als Catherine Shaw.
- Anita Schöbel (* 1969), Professorin an der Georg-August-Universität Göttingen, Optimierung.
- Marija Schtscherbyna (Shcherbina) (* 1958), Institut für Tieftemperaturphysik Charkiw, ukrainische mathematische Physikerin, Universitalitätsresultate für Zufallsmatrizen unter anderem mit Leonid Pastur
- Marie-Hélène Schwartz (1913–2013), französische Mathematikerin, Tochter von Paul Lévy und mit Laurent Schwartz verheiratet, lehrte in Lille, komplexe Analysis, Differentialgeometrie
- Elizabeth Scott (1917–1988), USA, Statistikerin, Mitarbeiterin von Jerzy Neyman in Berkeley. Anwendungen der Statistik unter anderem in Astronomie, Meteorologie, Medizin.
- Marjorie Senechal (* 1939), Professorin am Smith College. Geometrie, Quasikristalle, Pflasterungen.
- Sylvia Serfaty. Wurde 1999 bei Fabrice Béthuel promoviert. War am Courant Institute und ist Professorin in Paris. EMS-Preis. Analytische Behandlung des Ginzburg-Landau-Modells. Henri-Poincaré-Preis 2012.
- Vera Serganova, promovierte 1988 an der Staatlichen Universität Leningrad, ging 1990 in die USA, Professorin in Berkeley. Gastrednerin auf dem ICM in Berlin 1998 und Plenarsprecherin auf dem ICM 2014. Darstellungstheorie Lie-Super-Algebren
- Caroline Series (* 1951), Professorin an der University of Warwick. Dynamische Systeme, hyperbolische Geometrie, Kleinsche Gruppen. Whitehead-Preis. Ko-Autorin mit David Mumford und David Wright von Indra’s Pearls.
- Ingeborg Seynsche (1905–1994) promovierte 1930 in Göttingen bei Richard Courant mit der Dissertation: Zur Theorie der fastperiodischen Zahlenfolgen. Ehefrau von Friedrich Hund.
- Diana Shelstad (* 1947), Australien/USA, Schülerin von Robert Langlands und Professorin an der Rutgers University. Langlands-Programm.
- Soraya Sherif (* 1934), ägyptische Mathematikerin und Hochschullehrerin. Sie wurde als jüngste Professorin für Reine Mathematik an die Ain-Schams-Universität in Kairo berufen. Sie entdeckte neue Lösungen für die Tauber-Theoreme.
- Brooke Shipley, Professorin an der University of Illinois at Chicago, Algebraische Topologie (Equivariante Stabile Homotopietheorie) und homologische Algebra
- Sally Shlaer (1938–1998), USA, Software-Entwicklerin, Objektorientiertes Software-Engineering
- Lesley Sibner (1934–2013), Professorin am Brooklyn Polytech. Partielle Differentialgleichungen, speziell in Eichtheorien.
- Ana Cannas da Silva (* 1968), Professorin in Lissabon. Symplektische Geometrie, geometrische Topologie, geometrische Analysis.
- Alice Silverberg, promovierte 1984 in Princeton bei Gorō Shimura, Prof. University of California, Irvine, Zahlentheorie, Kryptologie
- Rodica Simion (1955–2000), Rumänien/USA, Professorin an der George Washington University. Kombinatorik.
- Mary Emily Sinclair (1878–1955), USA, Mathematikerin und Hochschullehrerin. Sie erwarb 1908 als erste Frau an der University of Chicago und als 7. Amerikanerin einen Doktortitel in Mathematik.
- Hoàng Xuân Sính (* 1933), vietnamesische Mathematikerin, Doktorandin von Alexander Grothendieck (1975) und Hochschullehrerin und Universitätsgründerin in Hanoi. Pionierin der höheren Kategorientheorie.
- Lucy Joan Slater (1922–2008), Spezialistin für hypergeometrische Funktionen (über die sie Bücher schrieb), Computerpionierin in Cambridge und Programmiererin
- Georgia Caldwell Smith (1909–1961), amerikanische Mathematikerin und Hochschullehrerin
- Karen Smith (* 1965), Professorin an der University of Michigan. Schülerin von Melvin Hochster. Algebraische Geometrie, Kommutative Algebra. War mit Juha Heinonen verheiratet. Ruth Lyttle Satter Prize.
- Agata Smoktunowicz (* 1973), Polen, Professorin in Edinburgh. EMS-Preis. Löste einige lange offene Vermutungen in der Algebra.
- Nina Snaith (* 1974), Professorin (Reader) in Bristol. Zufallsmatrizen mit Anwendungen in der Zahlentheorie, L-Funktionen und Zetafunktionen.
- Vera T. Sós (1930–2023), Ungarn, Professorin am Alfred Renyi Institut. Graphentheorie, Kombinatorik, Zahlentheorie. Arbeitete viel mit Paul Erdős. Ehefrau von Pál Turán.
- Hortensia Soto (* 1961), Professorin und Leiterin der Fakultät für Mathematik an der Colorado State University; Präsidentin der Mathematical Association of America (MAA).
- Mary Speer (1906–1966), USA, Mathematikerin und Hochschullehrerin.
- Birgit Speh (* 1949), Professorin an der Cornell University, Darstellungen von Liegruppen.
- Frances Spence (1922–2012), Amerikanerin, gehörte zur ersten Gruppe der ENIAC-Programmiererinnen.
- Pauline Sperry (1885–1967), USA, Mathematikerin, beschäftigte sich mit den Gebieten Analytische Geometrie und Differentialgeometrie
- Dolores Spikes (1936–2015), USA, Mathematikerin, wurde mit einer Arbeit zur Theorie der kommutativen Ringe promoviert.
- Vera W. de Spinadel (1929–2017), argentinische Professorin der Universität Buenos Aires, die sich mit Mathematik und Design befasste und dazu den klassischen Goldenen Schnittes verallgemeinerte.
- Bhama Srinivasan (* 1935), Indien/USA, Professorin an der University of Illinois in Chicago. Darstellungstheorie von Gruppen.

### ST
- Gigliola Staffilani (* 1966), italienisch-US-amerikanische Mathematikerin, nichtlineare partielle Differentialgleichungen, Professorin am MIT
- Anna Stafford, (1905–2004), USA, Mathematikerin und Hochschullehrerin.
- Zvezdelina Stankova (* 1969), bulgarische Mathematikerin und Hochschullehrerin. Sie ist Professorin für Mathematik am Mills College in Oakland, Kalifornien, Gründerin des Berkeley Math Circle und Expertin für die kombinatorische Aufzählung von Permutationen mit verbotenen Mustern.
- Nancy Stanton (* 1948), Professorin an der University of Notre Dame. Analysis in mehreren komplexen Variablen.
- Dorothea Starke (Werner-Starke) (1902–1943), Mathematikerin, Naturwissenschaftlerin, Astronomin
- Angelika Steger (* 1962), Diskrete Mathematik und theoretische Informatik, Professorin an der ETH Zürich
- Irene Stegun (1919–2008), gab am National Bureau of Standards das bekannte Handbuch mathematischer Funktionen mit Milton Abramowitz heraus (Abramowitz-Stegun).
- Edith Helen Stern (* 1952), US-amerikanische Mathematikerin und Erfinderin
- Anne Penfold Street (1932–2016), australische Mathematikerin und Hochschullehrerin; Professorin an der University of Queensland.
- Ileana Streinu. Rumänisch-US-amerikanische Mathematikerin. Professorin am Smith College in Massachusetts. Promovierte 1994 in Bukarest in Mathematik und an der Rutgers University in Informatik. Befasst sich mit Diskreter Geometrie. Neuer Beweis des Carpenter’s Rule Problem (zuerst von Robert Connelly u. a.).
- Catharina Stroppel (* 1971), Professorin in Bonn. Algebra, Darstellungstheorie von Gruppen und Algebren mit Anwendungen in Topologie und mathematischer Physik, höhere Kategorientheorie.
- Anja Karin Sturm (* 1975), deutsche Mathematikerin und Hochschullehrerin. Professorin für Stochastik und ihre Anwendungen an der Georg-August-Universität Göttingen.
- Bella Abramowna Subbotowskaja (1937–1982), Mathematikerin, gründete eine jüdische Untergrunduniversität in Moskau. Fiel wahrscheinlich einem KGB Anschlag zum Opfer.
- Flora Dobler Sutton (1890–1976), USA, Mathematikerin mit dem Schwerpunkt Statistik.
- Louise Nixon Sutton (1925–2006), amerikanische Mathematikerin und Hochschullehrerin; promovierte als erste Afroamerikanerin an der New York University.
- Esther Szekeres (geb. Klein; 1910–2005), in Ungarn geborene australische Mathematikerin, mit George Szekeres verheiratet. Von ihr stammt die Vermutung, die als Happy Ending Theorem von George Szekeres bewiesen wurde.
- Wanda Szmielew (1918–1976), Polen, mathematische Logikerin. Schülerin von Alfred Tarski. Professorin in Warschau.

### T

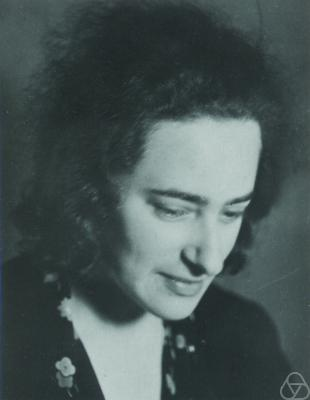
Olga Taussky-Todd (1906–1995)

- Rosalind Tanner (1900–1992), britische Mathematikerin und Mathematikhistorikerin. Tochter von Grace Chisholm Young und William Henry Young, lehrte am Imperial College, Pionierin der Intervallarithmetik (publizierte vor der Heirat 1953 als Rosalind Cecily Young)
- Anna Helen Tappan, (1888–1971), USA, Mathematikerin und Hochschullehrerin.
- Éva Tardos (* 1957), Ungarn, Informatikerin. Professorin an der Cornell University. Fulkerson-Preis.
- Olga Taussky-Todd (1906–1995), gebürtige Österreicherin, später wie ihr Mann John Todd Professorin am Caltech. Zahlentheorie, später numerische lineare Algebra.
- Jean Taylor (* 1944), Professorin an der Rutgers University und am Courant-Institut. War mit Frederick Almgren verheiratet und beschäftigte sich wie dieser mit geometrischen Variationsproblemen.
- Miranda Teboh-Ewungkem (* 1974), kamerunisch-amerikanische Mathematikerin und Hochschullehrerin.
- Mina Teicher (* 1950), Professorin und Leiterin des Emmy-Noether-Instituts an der Bar-Ilan-Universität in Israel. Algebraische Geometrie, angewandte Mathematik.
- Ruth Teitelbaum (1924–1986), Amerikanerin, gehörte zur ersten Gruppe der ENIAC-Programmiererinnen.
- Chuu-Lian Terng (* 1949), Taiwan/USA, Professorin an der University of California, Irvine. Promovierte 1976 bei Richard Palais, mit dem sie verheiratet ist. Partielle Differentialgleichungen, Differentialgeometrie.
- Audrey Terras (* 1942), Professorin an der University of California, San Diego. Zum Beispiel harmonische Analysis auf symmetrischen Räumen, Spektrum von Operatoren auf endlichen Gruppen und Graphen und Zetafunktion von Graphen
- Abigail Thompson (* 1958), Professorin an der University of California, Davis. Geometrische Topologie in drei Dimensionen, Knotentheorie. Ruth Lyttle Satter Prize.
- Elizabeth A. Thompson (* 1949), britisch-amerikanische Statistikerin und Hochschullehrerin. Professorin an der University of Washington und war Präsidentin der International Biometric Society.
- Ene-Margit Tiit (* 1934), estnische Mathematikerin und Hochschullehrerin, emeritierte Professorin an der Universität Tartu und erste Präsidentin der Estnischen Statistischen Gesellschaft.
- Ulrike Tillmann (* 1962), deutsch-britische Mathematikerin, Professorin in Oxford, algebraische Topologie mit Anwendung auf die Bestimmung der Kohomologie von Modulräumen Riemannscher Flächen. Whitehead-Preis und Mitglied der Royal Society.
- Caren Tischendorf (* 1969), deutsche Mathematikerin und Hochschullehrerin. Professorin für Angewandte Mathematik am Institut für Mathematik an der Humboldt-Universität zu Berlin.
- Galina Nikolajewna Tjurina (1938–1970), algebraische Geometrie (K 3 Flächen, Singularitätentheorie). Schülerin von Igor Schafarewitsch. Starb auf einem Kanuausflug im Ural. Schwester von Andrei Tjurin.
- Nicole Tomczak-Jaegermann (1945–2022), promovierte in Warschau, Professorin an der University of Alberta, Fellow der Royal Society of Canada, Theorie der Banachräume
- Anna-Karin Tornberg (* 1971), Professorin an der Technischen Universität Stockholm, numerische Hydrodynamik und numerische Analysis
- Tatiana Toro (* 1964), kolumbianische Mathematikerin, Analysis, Professorin an der University of Washington.
- Věra Trnková (1934–2018), tschechische Mathematikerin und Hochschullehrerin, die für ihre Arbeiten in der Topologie und in der Kategorientheorie bekannt war.
- Annita Tuller (1910–1994), USA, Mathematikerin und Hochschullehrerin
- Bird Margaret Turner (1877–1962), USA, Mathematikerin, Schülerin von Charlotte Angas Scott, ordentliche Professorin an der West Virginia University
- Regina Iossifowna Tyschkewitsch (1929–2019), Professorin in Minsk

### U

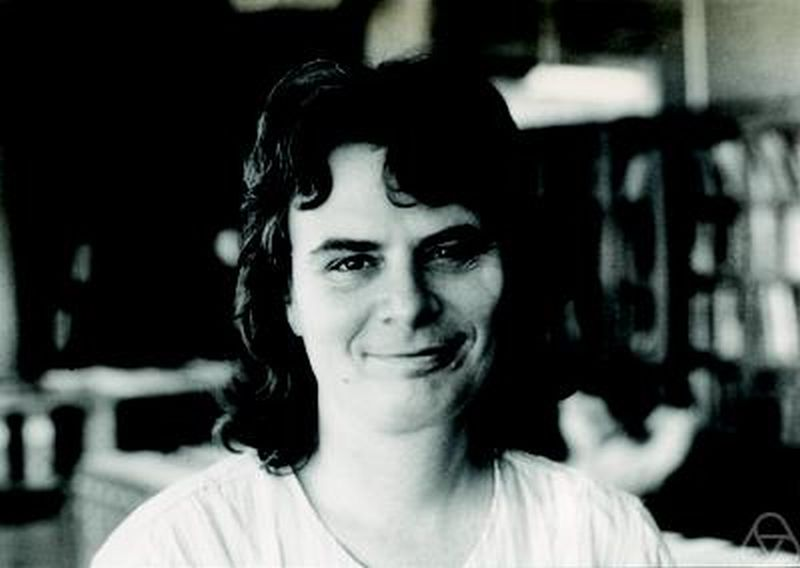
Karen Uhlenbeck (* 1942)

- María Dolores Ugarte (* im 20. Jahrhundert), spanische Mathematikerin, Professorin in der Abteilung für Statistik, Informatik und Mathematik an der Universidad Pública de Navarra (UPNA)
- Olabisi Ugbebor (* 1951), nigerianische Mathematikerin und Hochschullehrerin
- Karen Uhlenbeck (* 1942), Professorin in Chicago und Austin. Nichtlineare partielle Differentialgleichungen unter anderem in der Yang-Mills-Theorie. Sie erhielt den Leroy P. Steele Prize und die National Medal of Science und als erste Frau den Abel-Preis.
- Nina Nikolajewna Uralzewa (* 1934), Professorin an der Staatlichen Universität Leningrad. Schülerin von Olga Ladyschenskaja. Partielle Differentialgleichungen.
- Jessica Utts (* 1952), Professorin an der University of California, Irvine und Davis, Professorin für Statistik, befasste sich auch mit Parapsychologie

### V

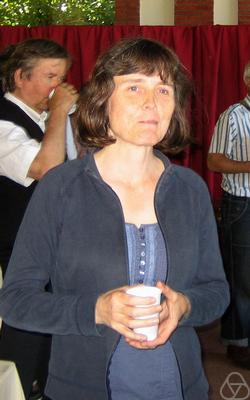
Claire Voisin (* 1962)

- Dorothy Vaughan (1910–2008), USA, Mathematikerin, bekannt für ihre Beiträge zur Raumfahrttechnik zur Zeit des „Wettlaufs ins All“, spezialisierte sich auf die Programmiersprache FORTRAN
- Argelia Velez-Rodriguez (* 1936), kubanisch-amerikanische Mathematikerin und Hochschullehrerin.
- Michèle Vergne (* 1943), Frankreich, Professorin am MIT und ist Forschungsdirektorin des CNRS. Indextheorie elliptischer Operatoren, Darstellungstheorie von Liegruppen.
- Siobhán Vernon (1932–2002), irische Mathematikerin und Hochschullehrerin;erste in Irland geborene Frau, die in Irland in reiner Mathematik promovierte.
- Eva Viehmann (* 1980), seit 2012 Prof. an der TU München, arithmetische algebraische Geometrie, Kaven Preis 2012
- Marie-France Vignéras (* 1946), Professorin in Paris. Zahlentheorie, Algebraische Geometrie, Langlands-Programm.
- Karen Vogtmann (* 1949), Professorin an der Cornell University. Geometrische Gruppentheorie (Konzept des Outer Space), niedrigdimensionale Topologie, Gruppenkohomologie.
- Claire Voisin (* 1962), Professorin an der Universität Paris VI. Löste einige wichtige Probleme der algebraischen Geometrie. Mitglied der Academie des Sciences, EMS-Preis, Ruth Lyttle Satter Prize und zahlreiche weitere Preise.

### W

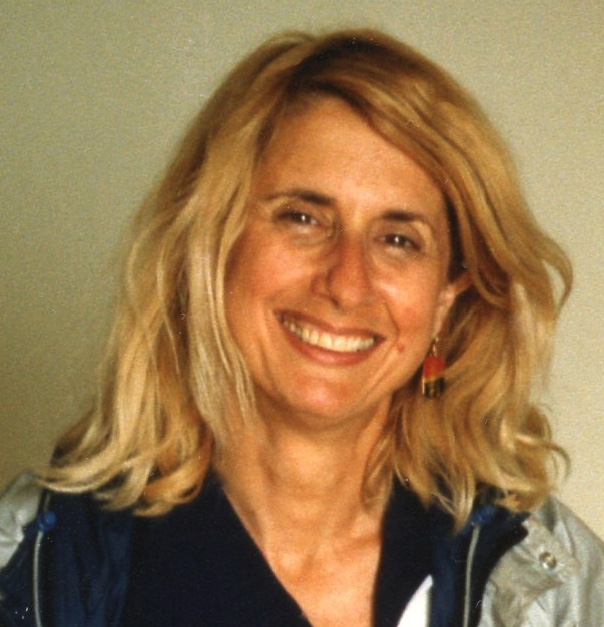
Grace Wahba (* 1934)

- Michelle Wachs (* 1952), University of Florida, Algebraische Kombinatorik, promovierte 1977 an der University of California, San Diego, bei Adriano Garsia, Garsia-Wachs-Algorithmus.
- Dorothea Wagner (* 1957), deutsche Mathematikerin, Informatikerin und Hochschullehrerin am Karlsruher Institut für Technologie, Vorsitzende des deutschen Wissenschaftsrates
- Grace Wahba (* 1934), US-amerikanische Mathematikerin und Hochschullehrerin. Sie ist emeritierte Professorin für Statistik, Biostatistik und Medizinische Informatik sowie Informatik an der University of Wisconsin–Madison. Sie ist für ihre Forschung zu Kreuzvalidierungsverfahren und zum nach ihr benannten Wahba's problem bekannt.
- Joan E. Walsh (1923–2017), britische  Mathematikerin und Hochschullehrerin; Gründungsvorsitzende der Numerical Algorithms Group
- Marion Walter (1928–2021), deutsch-amerikanische Mathematikerin und Hochschullehrerin, nach ihr benannter Satz von Marion Walter
- Harriet J. Walton (* 1933), amerikanische Mathematikerin und Hochschullehrerin; Gründungsmitglied der National Association of Mathematicians
- Mary Wynne Warner (1932–1998), walisische Mathematikerin und Hochschullehrerin; Pionierin auf dem Gebiet der Fuzzy-Topologie.
- Simone Warzel (* 1973), Mathematische Physik, Professorin an der TU München, Sprecherin auf dem ICM 2018
- Talitha Washington (* 1974), amerikanische Mathematikerin und Hochschullehrerin.
- Johanna Weber (1910–2014), deutsch-britische Mathematikerin, wirkte an der Entwicklung der Aerodynamik des Flugzeugs Concorde mit.
- Mary Catherine Bishop Weiss (1930–1966), USA, Mathematikerin und Hochschullehrerin, beschäftigte sich mit Hardy Räumen in höheren Dimensionen
- Katrin Wendland (* 1970), war Professorin in Augsburg und ist zurzeit Professorin in Freiburg im Breisgau. Geometrische Probleme aus dem Umfeld der Stringtheorie.
- Annette Werner (* 1966), Professorin in Frankfurt am Main. Algebraische Geometrie, Darstellungstheorie (Theorie der Gebäude).
- Gladys West (* 1930 oder 1931), USA, Mathematikerin, Satellitengeodäsie
- Eléna Wexler-Kreindler (1931–1992), geborene Kreindler, rumänische Mathematikerin. Sie studierte in Swerdlowsk und wurde 1969 bei Grigore Moisil in Bukarest promoviert. Ging 1972 mit ihrem Mann nach Frankreich, wo sie Professor an der Universität Paris VI wurde. Algebra, Funktionalanalysis.[6]
- Anna Pell Wheeler (1883–1966), Professorin in Bryn Mawr, Theorie der Integralgleichungen und Funktionanalysis, langjährige Mitherausgeberin der Annals of Mathematics.
- Mary F. Wheeler (* 1938), Professorin an der University of Texas at Austin, Numerik partieller Differentialgleichungen mit Anwendungen in der Ölindustrie und Umwelttechnik
- Sylvia Wiegand (* 1945), Enkelin von Grace Chisholm-Young, Professorin an der University of Nebraska, Kommutative Algebra, zeitweise Präsidentin der Association for Women in Mathematics.
- Amie Wilkinson (* 1968), Professorin an der Northwestern University. Ergodentheorie. Ruth-Lyttle-Satter-Preis 2011.
- Elizabeth Williams (1895–1986), britische Mathematikerin, Pädagogin und Hochschullehrerin.
- Ruth J. Williams (* 1955), australisch-US-amerikanische Mathematikerin, Prof. University of California, Davis, Stochastik, John-von-Neumann-Theorie-Preis.
- Barbara Wohlmuth (* 1967), Professorin an der TU München, Leibniz-Preis 2012, Numerische Mathematik
- Hopkins, Margarete C. (Wolf) (1911–1998), USA, Mathematikerin und Hochschullehrerin. Professorin am St. Joseph’s College New York.
- Louise Adelaide Wolf (1898–1962), USA, Mathematikerin und Hochschullehrerin.
- Ruth Goulding Wood (1875–1939), USA, Mathematikerin und Hochschullehrerin, die auf dem Gebiet der Nichteuklidische Geometrie forschte.
- María Wonenburger (1927–2014), Spanien/Kanada/USA. Professorin in Kanada, an der University of Buffalo und zuletzt an der University of Indiana. Liegruppen und Liealgebren.
- Euphemia R. Worthington (1881–1969), USA, Mathematikerin und Hochschullehrerin, promovierte 1908 an der Yale University.
- Margaret H. Wright (* 1944), an den Bell Laboratories und Professorin am Courant-Institut in New York City, Präsidentin des SIAM, Optimierung, Scientific Computing, numerische lineare Algebra. Mitglied der National Academy of Sciences.
- Dorothy Wrinch (1894–1976), britische Mathematikerin, studierte in Cambridge und war Assistentin von Bertrand Russell und später Professorin (Lecturer) in Oxford. Wandte sich später der mathematischen Biologie zu und lehrte an verschiedenen Colleges in den USA.
- Sijue Wu (* 1964), chinesisch-US-amerikanisch, Professorin an der University of Michigan. Nichtlineare partielle Differentialgleichungen der Hydrodynamik. Ruth Lyttle Satter Prize.

### Y
- Ann Yasuhara (1932–2014), Informatikerin (Theorie rekursiver Funktionen), Professorin an der Rutgers University, als Quäkerin auch Umwelt-, Friedens- und Sozialaktivistin
- Lai-Sang Young (* 1952), chinesisch-US-amerikanische Mathematikerin, Professorin am Courant-Institut, nichtlineare chaotische dynamische Systeme. Ruth Lyttle Satter Prize.
- Rosalind Cecily Young, siehe Rosalind Tanner

### Z
- Thaleia Zariphopoulou (* 1962), griechische Mathematikerin, Professorin an der University of Texas at Austin, Finanzmathematik, Vortrag ICM 2014
- Sarah Zerbes, Reader am University College London, promovierte 2005 in Cambridge bei John Coates, Algebraische Zahlentheorie, 2015 Whitehead-Preis, ERC Consolidation Grant, führte mit Loeffler ein neues Euler-System ein mit Anwendung auf die Birch-Swinnerton-Dyer-Vermutung.
- Etta Zuber Falconer (1933–2002), USA, Mathematikerin und Hochschullehrerin.

## 21. Jahrhundert

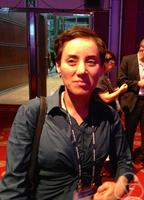
Maryam Mirzakhani 2014

- Nalini Anantharaman (* 1976), Universität Paris-Süd, mathematische Physik. Henri-Poincaré-Preis 2012, Salem-Preis.
- Carolina Araújo (* 1976), brasilianische Mathematikerin am IMPA in Rio de Janeiro, Algebraische Geometrie.
- Dorothea Bahns (* 1976), Professorin an der Georg-August-Universität Göttingen. Mathematische Physik.
- Roya Beheshti (Roya Beheshti Zavareh) (* 1977), Iranerin. Wurde 2003 bei Aise Johan de Jong am MIT promoviert. Prof. Washington University, Algebraische Geometrie.
- Kathrin Bringmann (* 1977), Professorin an der Universität Köln. Modulformen und Zahlentheorie (Mock-Thetafunktionen nach Ramanujan).
- Inna Capdeboscq, Professorin an der University of Warwick, promovierte 2001 bei Ronald Solomon, Algebra, endliche einfache Gruppen (am GLS Projekt der Vereinfachung der Klassifikation beteiligt).
- Ana Caraiani (* 1985), rumänisch-amerikanische Mathematikerin, Zahlentheorie, lehrt am Imperial College in London, EMS-Preis 2020/21
- Maria Chudnovsky (* 1977), Israel, Professorin an der Columbia University. Schülerin von Paul Seymour. Graphentheorie (bewies mit anderen die starke Vermutung für perfekte Graphen), kombinatorische Optimierung.
- Laura DeMarco (* 1974), Professorin an der University of Illinois at Chicago und der Northwestern University, promovierte 2002 bei Curtis McMullen und befasst sich wie dieser mit komplexer Dynamik und außerdem mit deren Anwendung in der arithmetischen Geometrie. Ruth Lyttle Satter Prize 2017.
- Ioana Dumitriu (* 1976), rumänisch-US-amerikanische Mathematikerin, numerische Mathematik, Zufallsmatrizen, Professorin an der University of California, San Diego. Wurde als erste Frau Putnam Fellow.
- Anna Erschler (* 1977), russische Mathematikerin, geometrische Gruppentheorie und Random Walks, promovierte 2001 in Sankt Petersburg, Forschungsdirektorin des CNRS in Paris, Elie Cartan Preis 2015
- Véronique Fischer (* 1975), Professorin in Bath, Harmonische Analysis auf Liegruppen, Ferran-Sunyer-i-Balaguer-Preis
- Sarah Flannery (* 1982), Irland. Machte als Schülerin Schlagzeilen für die Erfindung (und Lösung) eines neuen kryptographischen Verfahrens (Cayley-Purser-Algorithmus).
- Amanda Folsom (* 1979 in Boston), Promotion 2006 bei William Duke an der UCLA, Zahlentheorie, Modulformen, Zusammenarbeit mit Ken Ono über die Kongruenzen der Partitionsfunktion, Assistant Professor in Yale.
- Vi Hart, USA, Mathemusician, 2018 JPBM Communications Award[7]
- Olga Holtz (* 1973), russische Mathematikerin. Promotion 2000, Professorin an der TU Berlin und in Berkeley. EMS-Preis. Kombinatorik, lineare Algebra, Informatik, numerische Analysis.
- Fanny Kassel (* 1983), französische Mathematikerin, Geometrie von diskreten Untergruppen von Liegruppen, IHES.
- Tali Kaufman, israelische Mathematikerin und Informatikerin, Professorin an der Bar-Ilan-Universität, höherdimensionale Expander, Kodierungstheorie
- Anne Leucht (* 1983), deutsche Mathematikerin und Hochschullehrerin; Professorin an der Otto-Friedrich-Universität Bamberg
- Clara Löh (* 1981), Professorin in Regensburg, algebraische Topologie
- Maryanthe Malliaris, Professorin an der University of Chicago, Mengenlehre, Modelltheorie, promovierte 2009 in Berkeley, Vortragende auf dem ICM 2018, u. a. Arbeiten mit Saharon Shelah, mit dem sie 2017 die Hausdorff Medal erhielt.
- Hannah Markwig (* 1980), Algebraische Geometrie, speziell tropische Geometrie mit Umsetzung in Computeralgebra, promovierte 2006 an der TU Kaiserslautern bei Andreas Gathmann, Professorin in Göttingen, danach in Saarbrücken, Heinz Maier-Leibnitz-Preis 2010
- Maryam Mirzakhani (1977–2017), Iran/USA, Professorin in Stanford. Symplektische Geometrie, Hyperbolische Geometrie, Teichmüllertheorie, Ergodentheorie. Schülerin von Curtis McMullen. Erhielt als erste Frau die Fields-Medaille.
- Sophie Morel (* 1979), studierte an der Ecole Normale Superieure und promovierte 2005 bei Gérard Laumon. Clay Research Fellow. Professorin in Harvard. Algebraische Geometrie, Langlandsprogramm. EMS-Preis 2012.
- Christina Pagel (* 1975), studierte am Queen’s College Oxford sowie am King’s College London. Professorin im Departement of Mathematics am University College London. Hauptforschungsbereiche sind Cardiometabolic Science, Population Health sowie Systems Engineering.
- Laure Saint-Raymond (* 1975), Professorin an der École normale supérieure. Nichtlineare partielle Differentialgleichungen wie Boltzmanngleichung und verschiedene hydrodynamische Gleichungen. EMS-Preis und Ruth Lyttle Satter Prize.
- Lisa Sauermann (* 1992), Assistant Professor an der Stanford University, mit vier Goldmedaillen erfolgreichste Teilnehmerin an den Internationalen Mathematikolympiaden, Kombinatorik und Graphentheorie.
- Carola-Bibiane Schönlieb (* 1979), österreichische Mathematikerin, Studium in Salzburg und Cambridge (Promotion 2009), Reader in Cambridge und Fellow des Jesus College, Direktorin des Cantab Capital Institute for the Mathematics of Information (CCIMI) und der Cambridge Image Analysis Group, Whitehead-Preis 2016
- Nataša Šešum, serbische Mathematikerin, Professorin an der Rutgers University, geometrische Flüsse und deren Singularitäten, Ruth Lyttle Satter Prize 2023 mit Panagita Daskalopoulos
- Vera Traub (* 1994), deutsche Mathematikerin, Professorin an der Universität Bonn und Teil des Hausdorff-Zentrums für Mathematik.
- Corinna Ulcigrai (* 1980), italienische Mathematikerin an der University of Bristol. Ergodentheorie und Dynamische Systeme. Promotion 2007 bei Sinai in Princeton. EMS Preis 2012.
- Maryna Viazovska (* 1984), ukrainische Mathematikerin, promovierte 2013 bei Don Zagier in Bonn. Sie erzielte 2016 einen wissenschaftlichen Durchbruch durch den Beweis, dass das E8-Gitter in acht Dimensionen und das Leech-Gitter in 24 Dimensionen dichteste Kugelpackungen in diesen Dimensionen liefern. Erhielt 2022 als zweite Frau die Fields-Medaille.

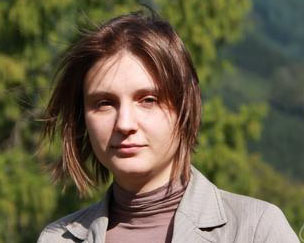
Maryna Viazovska 2013

- Katrin Wehrheim (* 1974), deutsche Mathematikerin und Hochschullehrerin, Professorin für Mathematik an der University of California in Berkeley; symplektische Topologie, Eichtheorie, Forschung an pseudoholomorphen Quilts.
- Anna Wienhard (* 1977), Professorin in Heidelberg, Differentialgeometrie, Sprecherin auf dem ICM 2018
- Melanie Wood (* 1981 in Indianapolis), Assistant Professor an der University of Wisconsin. Zahlentheorie, Algebraische Geometrie, erste Frau im US-Team der Mathematikolympiade.
- Sara Zahedi (* 1981), iranisch-schwedische Mathematikerin, beschäftigt sich mit Numerischer Analysis von Partiellen Differentialgleichungen (PDE)
- Chenchang Zhu, Professorin an der Georg-August-Universität Göttingen, Poissongeometrie. Promovierte 2004 bei Alan Weinstein in Berkeley.
- Tamar Ziegler (* 1971), Professorin an der Hebrew University in Jerusalem, davor am Technion, Zahlentheorie, Ergodentheorie, promovierte 2003 bei Hillel Fürstenberg. Arbeitete auch mit Terence Tao. Erdős-Preis 2011, Gastrednerin ICM 2014.

## Mathematikhistorikerinnen
- T. A. Sarasvati Amma (1918–2000), indische Mathematikerhistorikerin und Hochschullehrerin. Veröffentlichte 1979 die erste authentische und umfassende Studie zur Geometrie im alten und mittelalterlichen Indien.
- Kirsti Andersen (* 1941), Dänin, Professorin in Aarhus. Geschichte der frühen Analysis und der Perspektive. Mit Henk Bos verheiratet.
- June Barrow-Green (* 1953), Open University. Insbesondere über Henri Poincaré, der zentralen Persönlichkeit der Mathematik, der Himmelsmechanik und später der theoretischen Physik in Frankreich und darüber hinaus in Europa Ende des 19. Jahrhunderts.
- Isabella Grigorjewna Baschmakowa (1921–2005), Professorin an der Lomonossow-Universität, Schülerin des russischen Nestors der Mathematikgeschichte Adolf Juschkewitsch. Insbesondere zu Diophant von Alexandrien.
- Christa Binder (* 1947), österreichische Mathematikhistorikerin an der TU Wien, Schülerin von Edmund Hlawka, besonders österreichische Mathematikgeschichte
- Sonja Brentjes (* 1951), Wissenschaftshistorikerin mit Schwerpunkt islamische Welt vor 1700, war lange Professorin am Karl-Sudhoff-Institut in Leipzig, später am Max-Planck-Institut für Wissenschaftsgeschichte, Kenneth-O.-May-Preis für 2021.
- Karine Chemla (* 1957), französische Sinologin und Mathematikhistorikerin, Universität Paris und diverse chinesische Universitäten, forscht am CNRS. Kritische Ausgabe der Neun Bücher arithmetischer Technik.
- Serafina Cuomo (* 1966), italienische Wissenschaftshistorikerin, Mathematik- und Technikgeschichte in der Antike (Griechenland/Rom), Reader am Birkbeck College der Universität London.
- Amy Dahan-Dalmédico, EHESS in Paris (Centre Alexander Koyré), zum Beispiel angewandte Mathematik in Frankreich im 18. und 19. Jahrhundert (Kreis um die Ecole Polytechnique) und in jüngster Zeit insbesondere Wissenschaftssoziologie um den Klimawandel
- Auguste Dick (1910–1993), Wiener Lehrerin, studierte unter anderem im Seminar von Hans Hahn, Biographin von Emmy Noether
- Yvonne Dold-Samplonius (1937–2014), Niederlande, Universität Heidelberg. Islamische Mathematik des Mittelalters. Mit Albrecht Dold verheiratet.
- Carolyn Eisele (1902–2000), Professorin am Hunter College in New York, Spezialistin für Charles S. Peirce.
- Thyra Eibe (1866–1955), dänische Mathematikhistorikerin und Lehrerin. Erste Dänin mit Hochschulabschluss in Mathematik.
- Catherine Goldstein (* 1958), Universität Paris. Geschichte der Zahlentheorie. Außerdem ist sie selbst Zahlentheoretikerin.
- Judith Grabiner (* 1938), Professorin am Pitzer College in Kalifornien, Schülerin von I. Bernard Cohen in Harvard, Geschichte der Analysis (u. a. Cauchy, Lagrange). Sie gewann mehrfach sowohl den Allendoerfer Award als auch den Lester Randolph Ford Award.
- Annick Horiuchi, französische Expertin für japanische Mathematik (Wasan), Professorin an der Universität Paris VII.
- Sofja Alexandrowna Janowskaja (1896–1966), sowjetische Vertreterin der marxistischen Richtung der Mathematikgeschichtsschreibung, Geschichte der mathematischen Logik, 1933 Mitbegründerin des mathematikhistorischen Seminars an der Lomonossow-Universität
- Tinne Hoff Kjeldsen, Universität Roskilde und Kopenhagen, auch Mathematikpädagogik, Geschichte nichtlinearer Programmierung
- Uta Merzbach (1933–2017), ehemalige Kuratorin an der Smithsonian Institution, Neuherausgabe der Mathematikgeschichte von Carl B. Boyer
- Lam Lay Yong (* 1936), Mathematikhistorikerin aus Singapur. Antike chinesische Mathematik.
- Karen Parshall (* 1955), Professorin an der University of Virginia. Geschichte der Mathematik in den USA, die sich aus bescheidenen Anfängen im 19. Jahrhundert zur führenden Nation in der Mathematik entwickelten. Biographin von James Joseph Sylvester.
- Jeanne Peiffer (* 1948) luxemburgische Mathematikhistorikerin, EHESS in Paris (Centre Alexander Koyré) und Universität Luxemburg, z. B. Perspektive in der frühen Neuzeit (Albrecht Dürer) und mathematische Kommunikation (Zeitschriften, Briefe), Mitherausgeberin des Briefwechsels von Johann I Bernoulli
- Kim Plofker (* 1964), Dibner Institut, führende westliche Spezialistin für indische Mathematik.
- Christine Proust, französische Mathematikhistorikerin, Forschungsdirektorin des CNRS und am Labor Sphere der Universität Paris VII, babylonische Mathematik
- Karin Reich (* 1941), Nachfolgerin von Christoph J. Scriba auf dem lange wichtigsten westdeutschen Lehrstuhl für Mathematikgeschichte in Hamburg. Aus der Münchner Schule von Wissenschaftshistorikern, wo sie bei Helmuth Gericke promovierte. Geschichte des Vektor- und Tensorkonzepts und der Differentialgeometrie. Biographin von Gauß.
- Constance Reid (1918–2010), Schwester von Julia Robinson und bekannt durch Biographien von David Hilbert, Richard Courant und andere Mathematiker. Sie fixierte viel nur mündlich als mathematische Folklore Überliefertes aus Göttingen, dem zur Zeit der Hilbert- und Courant-Schule bis zur Zerstörung durch die Nationalsozialisten weltweit führenden mathematischen Zentrum.
- Eleanor Robson (* 1969), Assyriologin und Professorin in Oxford, eine führende Spezialistin für Mathematik in Mesopotamien
- Lao Genevra Simons (1870–1949), Professorin am Hunter College in New York, unter anderem Lehre der Mathematik in den USA im 18. und 19. Jahrhundert
- Denise Schmandt-Besserat (* 1933), Frankreich/USA, Archäologin, Professorin an der University of Texas at Austin, frühe Zahlzeichen (Token) im Nahen Osten und früheste Entwicklung der Rechentechnik in Mesopotamien.
- Jacqueline Stedall (1950–2014), Universität Oxford, britische Mathematik im 17. Jahrhundert, Geschichte der Algebra
- Eva G. R. Taylor (1879–1966), erste Professorin für Geographie in England, an der Universität London, die in Fragen der Akzeptanz von Frauen als Wissenschaftlerinnen in England eine Führungsrolle hatte. Entwicklung der Mathematik in der frühen Neuzeit Großbritanniens in der ganzen Breite angewandter Wissenschaften (wie Vermesser, Instrumentenbauer und Navigatoren), die damals dazuzählten
- Renate Tobies (* 1947), Universität Jena, aus der Leipziger Schule von Hans Wußing, befasste sich besonders mit Felix Klein, einer zentralen Figur in der Mathematik in Deutschland von den 1870er Jahren bis ins frühe 20. Jahrhundert
- Annette Warner (geb. Imhausen; * 1970), Deutschland. Professorin in Frankfurt. Ägyptische Mathematik (sie ist auch Ägyptologin).

## Sonstiges
Während Sophie Germain Anfang des 19. Jahrhunderts noch ein männliches Pseudonym (Monsieur Leblanc) benutzen musste oder bevorzugte, um Anerkennung zu erlangen (später offenbarte sie sich gegenüber Carl Friedrich Gauß), benutzte Noga Alon ab den 1980er Jahren für einige seiner Veröffentlichungen das Pseudonym A. Nilli (mit einem Kinderfoto seiner gleichnamigen Tochter in Das Buch der Beweise versehen).